# 신해철
신해철(申海澈, 1968년 5월 6일~2014년 10월 27일)은 대한민국의 가수, 작곡가, 작사가, 음악, 음반 프로듀서, 라디오 DJ이다. '마왕'이라 불릴 정도로 압도적인 무대 카리스마를 자랑했던 대한민국 록 레전드 중 한명이며, 후배 밴드들도 많이 지원해줬지만 음악 분야 외에도 철학과 출신답게 본인만의 신념을 정립해 사회적 문제에도 목소리를 내던 폴리테이너 중 한명이었다. 이런 정신세계는 그의 음악 세계에도 반영되어 듣다보면 명가사들이 많다.
대구에서 출생하여 지난날 한때 부산에서 잠시 유아기를 보낸 적이 있는 그는 이후 만 20세 시절이던 1988년, 무한궤도의 리드보컬 겸 기타리스트로 MBC 대학가요제에 참가하여 대상을 차지하며 가요계에 등장하였다. 수상곡은 자작곡인 〈그대에게〉이다. 정식 데뷔는 무한궤도 1집 발표 때이며, 이후 솔로가수로서도 활동하였으나 주로 밴드를 결성하여 활동하였다. 데뷔 이후 90년대 상업적으로 큰 성공을 거두었을 뿐 아니라, 실험적이고 독창적인 음악세계를 구축하여 음악성 면에서도 높은 평가를 받았다. 발표한 대부분의 음악을 스스로 작사 · 작곡 · 편곡하였으며, 앨범 녹음시 악기를 직접 연주하기도 하였다. 추구한 주된 장르는 록이었지만, 테크노, 재즈, 국악, 클래식에 이르기까지 다양한 장르에 도전하였다. 또한 가사에 있어서도 통상의 대중가요와는 달리 남녀간의 사랑뿐만 아니라, 자아 · 존재 · 삶 · 가족 · 사회적 문제 등 세상의 다양한 것들을 노래했다. 한편 음향 및 녹음 엔지니어링, 작 · 편곡 컴퓨터프로그램 등에도 많은 관심을 기울여 직접 관련 기술이나 프로그램을 개발하였는데, 특히 미디 음악(컴퓨터 음악) 분야에선 국내 대중음악계의 1세대 선구자이다.
더불어, 뛰어난 언변으로 자신의 철학과 소신을 떳떳하게 밝혔던 논객이자 사회운동에도 적극 참여한 소셜테이너였고, 드물게 정치 분야에도 공개적인 활동을 한 친노 연예인이였다. 특유의 입담과 독특한 진행으로 밤시간대를 대표한 라디오 DJ기도 했다. 별명은 '마왕', '교주'였다. 2014년 10월 27일, 의료사고로 향년 46세의 일기로 세상을 떠났다.

## 학력
- 서강대학교 (철학 / 중퇴)

## 생애

### 데뷔 이전 (1968~1988)
신해철은 1968년 5월 6일 대구광역시에서 약사 출신 기업가인 아버지와 약사 출신 전업 주부인(추정) 어머니 아래, 1남 1녀 중 막내로 태어났다. 밴드 '각시탈'에서 활동을 하였고, 부활의 김태원에게 기타를 배웠다. 이미 10대 시절부터 음악에 빠졌던 것인데, "메탈리카의 《Master of Puppets》 앨범을 들었을 때 큰 충격을 받아서 이틀간 학교를 안 가고 음악만 들었다."라고 회상한 적도 있다. 특히 1986년부터 KBS 제2FM에서 방송하고 있었던 심야 음악 프로그램인 〈전영혁의 음악세계〉에 푹 빠져 지냈는지라, 훗날 신해철의 아버지는 “서울대학교에 갈 수 있는 머리였는데 매일 밤마다 전영혁의 프로그램을 듣느라고 서강대학교에 갔다”라고 말했을 정도였다. 실제로 서강대학교에 입학한 성적표를 보면 수학만 0점에 가까운 하위권 성적이었고 나머지 과목은 만점을 받았다.
서강대학교 철학과 2학년이던 1988년 8월에는 고교 시절 밴드 동료였던 이들이 만든 ‘아기천사’라는 밴드의 객원가수로 MBC 강변가요제에 출전했으나, TV로 전국에 생중계되는 결선을 목전에 앞둔 본선 3차에서 고배를 마셨다.

### 대학가요제대상 수상, 데뷔,무한궤도활동 (1988~1989)
1988년, 신해철은 어린시절 친구들이었던 김재홍, 조형곤, 조현문, 조현찬과 밴드 무한궤도를 이루어 언더 그라운드에서 공연을 하고 있었다. 그러다 무한궤도는 밴드의 활로를 모색하는 시기를 맞이하였고, 한 멤버가 1988년 MBC 대학가요제 출전을 제의하여, 멤버들 간의 갑론을박을 거쳐 결국 출전을 결정하였다. 이후 신해철은 앞서 출전했던 같은 해에 열린 강변가요제에서의 수상 실패를 반면교사로 삼아 가요제의 특성에 관해 분석하여 전략을 짰고, 이는 결국 대상 수상이라는 결과로 이어졌다. 당시 수상곡은 신해철이 작사 · 작곡한 〈그대에게〉였는데, 이 곡은 철저히 가요제 수상을 위한 맞춤형 곡이었다. 신해철은 곡을 만들기 전에 '전주부터 화려하게 치고 들어가야 한다. 전진돌격대형으로 시작부터 돌격한다. 곡이 좀 특이해야 한다. 노래 자체는 단순하다. 8비트로 누구나 따라 부를 수 있는 멜로디로 간다. (대학가요제) 현장 행사에서 가사가 전달될 리 없으니 쉬운 가사로 간다. 4분 동안 끊임없이 변한다. 지루할 시간을 주지 않는다' 등의 전략을 세웠다고 한다. 이러한 치밀한 전략이 적중했던 것인지, 당시 심사위원장이었던 조용필은 전주만 듣고 대상감으로 직감했다고 한다. 신해철은 〈그대에게〉 탄생 과정에 대해, "당시 키보드로 곡을 만든다는 행위를 해보고 싶었다. 문방구에서 멜로디언을 사서, 멜로디언을 불면서 〈그대에게〉를 만들었다. 아버지한테 안 들키려고 밤에 이불 쓰고 멜로디언을 불면서 만들었다. 원래는 10분짜리 대곡을 만들려고 했는데 숨이 차서 4분짜리로 만들었다"라고 말했다.
그로부터 약 한달 뒤인 1989년 1월, 신해철은 미스코리아 출신 방송인 장윤정과 MBC AM(현재 표준FM)의 《우리는 하이틴》을 공동진행하였는데, 이것이 신해철의 기나긴 라디오 DJ 이력의 시작이다. 놀라운 것은 당시 그는 정식 데뷔한 가수도 아니었고, 그저 대학생일 뿐이었다는 점이다. 청소년들이 주로 듣는 심야 음악 방송조차 황인용 등 유명 중견 아나운서들이 맡는 게 자연스러웠던 시절 스물을 갓 넘긴 대학생 신해철의 발탁은 생각하기 어려운 파격이었다.
한편 무한궤도는 대학가요제 대상 수상 뒤, 멤버구성에 변화를 겪게 된다. 바로 이 시기에, 1988년 강변가요제에 '실험실'이라는 팀으로 참가했었던 정석원이 신해철의 제의로 무한궤도에 영입되었다. 6인조가 된 무한궤도는 1989년 6월 1집을 내놓으며 〈우리 앞의 생이 끝나갈때〉를 히트시켰다. 그러나 멤버 간의 입장 차이로 인해 몇몇 멤버들이 탈퇴하게 되었고, 오래 활동하지 못하고 결국 해체됐다. 또한 신해철은 같은 해 10월 16일 대마초 흡연으로 인해 대마관리법 위반혐의로 구속되었다. 그 후 10월 28일에 구속적부심에서 재판부는 초범인 데다가, 대학생신분이며, 증거인멸과 도주의 우려가 없고, 친구들이 산 대마초를 두 모금만 피워 가담정도가 경미한 점을 감안해 신해철을 석방시켰다.

### 무한궤도 해체 후 솔로 아티스트로서의 발돋움 (1990~1991)
신해철은 88년도 대학가요제 대상 수상이후 밴드로 활동을 하고 싶은 마음이 강했다. 그러나 대부분의 음반 매니지먼트 회사에서 솔로로 데뷔하길 원했고, 신해철은 그때마다 솔로 데뷔 제의를 거절했다고 한다. 얼마 후 대학가요제의 심사위원장이었던 조용필을 만나 이러한 고충을 토로했고, 그가 소개해준 매니지먼트 회사와 계약하여 솔로가 아닌 무한궤도라는 밴드로 데뷔를 할 수 있었다. 다만 계약당시 "계약기간을 다 채우지 못하고 밴드가 해체될 경우, 남은 계약기간을 신해철이 솔로 가수로 활동하며 채운다"라는 조항이 있었다고 한다.
결국 무한궤도는 해체하고 1990년 신해철은 솔로로 활동을 시작하여 큰 인기를 끌었다. 솔로 데뷔앨범의 첫번째 히트곡은 앨범 타이틀 곡이었던 〈슬픈 표정하지 말아요〉였다. 참고로 이 곡의 원래 제목은 1988년 MBC 강변가요제 출전 당시 밴드 '아기천사'의 참가곡이었던 원경 작곡의 〈그리움은 기다림의 시작이야〉였다. 이 곡은〈슬픈 표정하지 말아요〉로 제목이 바뀐 뒤 1989년 발매된 아기천사 1집에 수록되었는데 크게 인기를 끌지 못하였고, 이후 신해철이 재편곡하여 솔로 데뷔앨범에 수록한 뒤 비로소 히트를 하게 되었다. 솔로 데뷔앨범의 또 다른 수록곡인 〈안녕〉은 당시로서는 파격적이었던 영어랩의 삽입으로 폭발적인 반응을 이끌어내기도 하였다. 한편 신해철이 솔로 1집을 발표했던 1990년, 무한궤도 멤버였던 조형곤, 조현찬, 정석원은 장호일과 함께 그룹 015B를 결성하였다. 정석원은 신해철의 솔로 1, 2집에 곡을 주거나 세션으로 도우기도 했고, 신해철은 015B의 1~2집 수록곡에서 객원보컬로 참여하기도 했었다.
솔로 1집 수록곡이 대박을 치면서 신해철은 90년대 초반 청소년들의 우상으로 떠올랐다. 이 시기 신해철은 가요순위 프로그램에서 1위를 하고, MBC 10대 가수상 등 방송사의 연말 시상식에서 수상하였으며, 운동화 광고모델로 섭외되기도 하였고, 곱상한 외모에 수많은 오빠부대를 몰고다니는, 주위에서 흔히 볼 수 있는, 철저한 대중가수이자 하이틴 스타였다. 1991년에는 〈재즈카페〉, 〈나에게 쓰는 편지〉, 〈내 마음 깊은 곳의 너〉 등이 수록된 솔로 2집 앨범 《Myself》를 발매하였다. 이 앨범을 시작으로 본격적으로 시도된 그만의 음악적인 스타일은 당시 대중가요의 경향과는 차별화된 점을 보였고, 이 때부터 아이돌의 이미지를 조금씩 벗고 뮤지션으로서의 모습을 보여주게 된다. 솔로 2집의 작사, 작곡, 편곡은 물론 당시 우리나라에 알려진지 얼마 되지 않은 미디(컴퓨터 음악) 작업을 거의 혼자 해내면서 ‘하이틴 스타’ 이미지를 깨고 실력파 뮤지션의 ‘싹’을 보였던 것이다. 한편 이 Myself 앨범은 대한민국 최초의 미디 음반이라는 역사적 특전도 갖고 있다. 이후 같은 해에 발매된 《변진섭/신해철》이라는 컴필레이션 앨범은 리메이크와 리믹스 등이 포함된 2명의 곡이 각각 4곡씩 수록된 앨범이었다. 그러나 후일 신해철은 인터뷰에서 이 앨범은 제작사의 상업적인 목적으로 인해 만들어진 앨범이므로 자신의 의도와는 상관없는 앨범이라고 말한 바 있다. 그리고 같은 해 MBC FM의 라디오 프로그램 《밤의 디스크쇼》의 DJ를 맡기도 했다.

### N.EX.T결성, 다양한 음악활동, N.EX.T 해체 (1992~1997)
두 번째 솔로 앨범 활동 이후 신해철은 무한궤도 해체직전 멤버였던 이동규, 신해철의 Myself 투어 공연 세션으로 참여한 적이 있는 기타리스트 정기송과 함께 1992년, N.EX.T라는 록 밴드를 조직하였다. 그리고 'HOME'이라는 타이틀의 넥스트 1집 앨범을 발표하였다. 당시로서는 보기 드문 컨셉(concept) 앨범이었다. 1집 앨범에서는 솔로 시절의 분위기를 이어간 발라드곡 ‘인형의 기사 Part II’를 비롯하여 테크노와 록을 결합한 ‘도시인’ 등이 히트하였고, 나래이션 송인 '아버지와 나 Part I'도 감동적인 가사로 인해 큰 주목을 받았다. 넥스트는 1집 때 TV 출연을 거의 하지 않았는데, 그럼에도 불구하고 대중성과 음악성이라는 두 마리 토끼를 잡는 데 성공하였다.
1992년 11월 신해철은 방위병으로 입대하였다. 그러나 1993년 1월에 또 한번의 대마초 흡연으로 몇개월간 복역한 뒤 가석방되어 출소했다. 또한 그 시기 신해철은 같은 해에 개봉한 영화와 동명의 OST인 《바람부는 날이면 압구정동에 가야한다》앨범을 작업하기도 했다. 영화는 흥행에 실패했으나 주연 배우였던 신인 가수 엄정화는 신해철이 작사, 작곡한 OST 수록곡 ‘눈동자’로 이름을 알렸다.
1994년 신해철은 넥스트 1집때부터 같이 해온 이동규, 그리고 새로 영입한 멤버들과 작업한 넥스트의 두 번째 앨범 《The Return of N.EX.T Part 1: The Being》을 발표하였다. 이 앨범은 '존재(Being)'를 주제로 한 컨셉앨범이었는데, 평론가들로부터 '철학적 언어를 가요에 접목했다'라는 등의 극찬을 받았으며, 한국대중음악 100대 명반 중의 하나로 선정되기도 하였다. 다분히 철학적이고 무거운 사운드를 선보인 이 앨범으로 넥스트는 '테크노 밴드'에서 '록밴드'로 탈바꿈하는 데 성공했다. 전체적으로 헤비한 사운드의 곡들이 주가 된 이 앨범 수록된 곡들 중 다소 소프트한 노래인 〈날아라 병아리〉는 대중적으로 큰 히트를 하였다. 한편 신해철이 "내 골수팬들이 가장 명곡으로 꼽는 곡"이라고 말했던 〈The Ocean: 불멸에 관하여〉도 이 앨범에 수록되어 있다.
넥스트는 이후에도 종종 멤버교체가 있었고, 1995년에는 세 번째 앨범 《The Return of N.EX.T Part 2: World》를 발표하였다. 이 앨범은 세상(World)을 주제로 한 컨셉앨범으로서, 국내뿐 아니라 일본에서도 큰 반향을 일으켰다. 'Burrn!'이라는 일본의 유명 록 음악 잡지에 소개되었으며, 음악평론가 마쯔다 야스히로(일본어: 松田頂光)로부터 '올해 나온 음반 중 최고'라는 찬사를 받았다. 그리고 일본에서 정식 수입음반이 아닌 해적음반으로 수만 장의 앨범 판매고를 올렸다. 또한 같은 해 2월 4일, COEX 대서양관에서 넥스트의 첫 단독 콘서트를 열었다. 1집 발표 후 신해철의 군입대, 대마초 사건, 멤버교체 등의 우여곡절 때문에 넥스트의 첫 콘서트는 결성 후 4년 만에 이루어진 것이었다. 표가 모두 매진된 것은 물론 COEX에서 열린 유료공연 사상 최고의 입장객을 기록하며 성공적인 공연을 하였다.
한편 그 당시 신해철은 넥스트 활동과는 별도로 전람회 (유재학 · 김형석과 공동 제작 및 프로듀싱), 이한철 등 동료나 후배 음악인들의 앨범 프로듀싱, 객원 보컬 참여, 정글 스토리 OST 제작, 윤상과 프로젝트 팀 노땐스 결성 등 N.EX.T 외의 활동도 병행했다. 한편 노땐쓰라는 팀명은 '『테크노 = 댄스음악』은 아니다'라는 의미였는데, 발표한 앨범을 통해 감상을 위한 테크노 음악을 선보였다. 노땐스 앨범에 실린 곡들은 두 사람이 절반씩 만들었다. 또 1996년 4월부터 1997년 10월까지 MBC FM에서 라디오 프로그램 《FM 음악도시》의 초대 DJ를 맡아 진행하였다. 또한 또 1996년 말에는 ‘빅뱅뮤직’이라는 레이블을 설립해 음반기획과 매니지먼트 , 캐릭터 사업을 직접 담당하기도 했다.
1997년 1월에는 록 발라드 곡인 〈Here, I Stand For You〉가 수록된 넥스트의 첫 싱글이 발매되었는데, 해당 곡은 큰 히트를 하였고, 당시 국내에는 생소했던 싱글앨범인데도 불구하고 50만장이 넘는 판매를 기록하였다. 참고로 신해철의 묘비명에는 〈Here, I Stand For You〉의 가사가 쓰여 있기도 하다. 또한 같은 시기 신해철은 여러 대학의 대중문화론 강사로 초빙되었다. 20대를 모두 음악에 쏟아부은 그는 이제 비로소 단지 가수가 아닌 비판적 시각을 갖춘 중량감 있는 음악인으로 거듭나고 있었던 것이다. 그리고 같은 해 11월, 신해철은 넥스트 4집 《Lazenca: A Space Rock Opera》를 발매하였다. 이 앨범은 1997년 당시 TV 채널 투니버스에서 제작, 방송된 애니메이션 《영혼기병 라젠카》의 사운드트랙이었고, 해당 앨범 수록곡 중 〈해에게서 소년에게〉, 〈Lazenca, Save Us〉 등이 대중적으로 큰 인기를 끌었다. 한편 4집 앨범 발표 기자회견에서 
| “ | 국내시장과 공연시스템의 열악한 구조로 인해 밴드활동의 지속이 어려워 음악적으로 더 이상 올라갈 자리가 없다. 더 이상의 독야청청은 싫다. 빙하기의 공룡 신세로 음악적 지향이 같은 동료 밴드 하나 없이 내부적으로만 답을 구하려다 보니 깨질 수 밖에 없었다. | ” |

라는 말을 하면서 1997년 12월 31일부로 밴드는 해체할 것이며, 4집이 마지막 앨범이 될 것이라고 하였다. 신해철은 결코 멤버간 불화 등의 이유는 없으며, 휴식기를 갖는다고 밝혔다.
한편 그로부터 10여년이 지난 2008년, 신해철은 음악평론가 임진모와의 했던 인터뷰에서 넥스트 해체의 배경에 대해 보다 구체적으로 털어놓았다. 이 인터뷰에서 신해철은 넥스트 해체의 결정적 계기는 일본진출 제의 수용 여부에 대한 멤버들간 의견차이였다고 밝혔다. 해당 인터뷰에서 신해철은 당시 공연 위주의 활동을 하는 록밴드의 입장에서 국내 시장이 너무도 좁아서 질식할 것만 같았다고 하였다. 2주일이면 전국 투어가 끝날 정도로 작은 국내 공연 시장 크기에 답답함을 느꼈다고 회상하였다. 그러던 차에 일본 쪽에서 넥스트 측에 일본시장 진출을 제의해왔는데, 당시 일본 측 관계자는 "일본은 전국투어를 할 경우 현 단위까지 다 돌아서 전국투어가 1년 내로 종료가 안 되는 나라"라는 얘기를 하였고, 이것이 자신(신해철)의 구미를 자극했다고 하였다. 한편 일본 측 관계자들은 일본 진출시 넥스트 멤버들이 일본에 체류할 것을 조건으로 내걸었는데, 여기서 문제가 발생했다고 하였다. 이 조건에 대해 넥스트의 멤버들이 거부했었다고 하였다. 이에 신해철은 넥스트 라인업을 교체하느냐, 밴드 자체를 없애느냐의 기로에 있었고, 멤버들에게 예우를 해주고 싶어서 후자, 즉 밴드를 없애기로 결정했다고 말했다.
넥스트 해체 이후 신해철은 음악을 공부하기 위해 영국으로 떠났고, 나머지 멤버들은 랩퍼이자 패닉의 멤버인 김진표와 함께 노바소닉을 결성해 1999년 활동을 시작했다.

### 이민과 유학 그리고 솔로 활동 재개, 또 다른 밴드비트겐슈타인결성, 결혼 (1998~2002)
1998년 이민과 함께 영국으로 유학을 떠난 신해철은 넥스트 4집에서 프로듀서를 맡은 기타리스트 크리스 샹그리디 (Chris Tsangarides)와 손잡고,테크노음악에 기반한 솔로앨범 《Crom's Techno Works》를 발표했다. 1999년 4월에는 크리스 샹그리디와 MONOCROM이라는 프로젝트 그룹을 결성해 동명의 타이틀로 앨범을 발표했다. 같은 해 5월에는 미국으로 다시 유학을 떠나 라이브 앨범 3장 발표와 영화 세기말의 OST 프로듀싱을 담당하기도 했다.
2000년에 들어서는 키보디스트 임형빈, 뉴욕 유학생활 중 만난 재미교포 기타리스트 데빈 리와 3인조 밴드 비트겐슈타인을 조직하여 저예산 홈레코딩으로 제작한 앨범을 발표하며 넥스트 시절에 보여준 음악과는 다른 음악을 선보였다. 그리고 스타크래프트의 게임 뮤직 앨범에는 신해철의 〈Zergs Are Coming〉이라는 곡이 수록되었다.
2001년에는 들국화의 트리뷰트 앨범 《A Tribute To 들국화》에서 〈사랑한 후에〉를 리메이크 했다. 또 SBS 파워FM에서 고스트 스테이션의 DJ를 맡게 되었는데, 당시 뉴욕에 있던 신해철이 녹음을 하여 서버에 올리면 SBS 제작진이 다운받아서 방송하는 파격적인 방식의 프로그램이었다. 또, 같은 해에는 세종사이버대학교의 겸임교수를 잠시 맡기도 했었다.
2002년에의 이민과 유학생활을 마치고 귀국하여 김수철의 트리뷰트 앨범 《Pops & Rock》에서 〈이대로가 좋을뿐야〉를 리메이크 했고, 한일 월드컵 직전에 붉은악마 회원용으로 배포된 《꿈★은 이루어진다》앨범에 〈Into the Arena〉(탄생비화 1 보관됨 2016-10-18 - 웨이백 머신, 탄생비화 2)를 만들어 수록했다. 또 그 당시까지 신해철이 발표한 모든 음악 중 본인이 선곡한 노래들을 담은 박스세트 《The Best of Shin hae-Chul - Struggling》을 발매했다. 신해철은 <Into the Arena> 앨범 녹음을 위해 안양 LG 치타스 서포터즈들을 극장에 모아놓고 대형 사이즈 엠프 스피커를 설치해 응원소리를 녹음했다. 붉은 악마의 응원구호 '대한민국!'의 음원저작권 소유자는 신해철이다. 같은 해 9월에는 유학시절 만나 교제해오던 미스코리아 출신의 회사원 윤원희와 일본의 한 성당에서 비공개로 결혼식을 올렸다. 같은 해에는 제16대 대통령 선거가 있었는데, 새천년민주당 후보였던 노무현의 지지 유세 및 선거방송을 하기 위해 진행하고 있던 라디오 프로그램 고스트 스테이션을 잠시 중단했다가 선거가 끝난 후, 같은 해 12월 20일 복귀하였고, 2003년 4월 봄 개편 시기에 방송은 막을 내렸다. 또한 이 시기에는 비트겐슈타인의 데빈과 임형빈, 독일의 밴드 톡식 스마일의 기타리스트 안회태, 닥터코어 911의 베이시스트 쇼기 · 드러머 이용준과 함께 가칭 '신해철 밴드'를 결성하여 훗날 재결성되는 넥스트의 초석을 다진다.

### 넥스트 재결성, 솔로 앨범 발매 (2003~2009)
2003년 신해철은 여러 음악인들이 참여한 프로젝트 앨범 《Project X》에서 싸이와 함께 작업한 곡을 수록하였다. 또 일본 대전액션 게임 'GUILTY GEAR XX #Reload'의 한국버전 음악을 수록한 앨범을 작업했는데 이 OST는 일본 현지에서의 반응이 좋아 따로 음악만 일본에서 CD로 발매되기도 하였다. 10월부터는 MBC FM4U에서 ‘고스트 스테이션’의 다른 이름인 ‘고스트네이션’ 방송을 시작하게 된다. 2004년에는 새로운 라인업으로 재결성한 넥스트의 다섯 번째 정규앨범이자 저예산 레코딩 방식으로 제작한 더블앨범 《The Return of N.EX.T Part 3: 개한민국》을 발매하였다. 이 앨범은 일본의 'Euro Rock Press'라는 록 음악 잡지에서 평론가의 리뷰를 통해 수작으로 평가받은 이력이 있다. 2005년에는 SBSi와 공동출자 형식으로 새로운 엔터테인먼트 & 매니지먼트 회사인 싸이렌(SIREN)을 설립했다. 또 같은 해에 라디오 프로그램이 개편되면서 고스트네이션은 1시간으로 방송 시간이 줄어들었고, 주파수도 MBC 표준FM으로 옮기게 된다. 그리고 같은 해 MBC에서 방송되었던 시트콤 《안녕, 프란체스카》 시즌2에 안드레 대교주 역으로 출연하였다.
2006년에는 일부 멤버교체와 함께 데빈을 제외한 예전 넥스트 멤버들을 다시 영입해 리메이크 앨범인 5.5집 음반 《the 2nd fan service: ReGame?》을 발표했다. 9월에는 결혼 4년 만에 딸을 얻었다.
2007년에는 재즈 음악으로만 수록된 솔로앨범 《The Songs For the One》을 발매했고, 넥스트의 6집 음반작업을 위해 MBC의 라디오 프로그램 《고스트네이션》에서 하차한다. 또한 KBS 스포츠 타이틀 로고음악 을 만들었다. 2008년 3월에는 SBS 러브FM에서 고스트스테이션 방송을 다시 시작하였다. 7월에는 두 번째 베스트 앨범이자 본인의 데뷔 20주년 앨범인 《Remembrance》를 발매하며 데뷔 20주년 공연을 가졌다. 또한 같은 해에 아들이 태어나 신해철은 두 아이의 아버지가 되었다. 그 해 10월에는 넥스트 활동을 위해 고스트스테이션에서 하차하고, 12월에 넥스트의 새로운 3부작 시리즈 앨범 《666 Trilogy》의 첫 번째 파트 앨범을 발표했다. 다음해인 2009년 2월에는 부활의 데뷔 25주년 기념 트리뷰트 앨범에 참여했으나, 해당 앨범은 발매가 무산됐다.

### 방송 출연과 공연 (2010~2013)
2011년 3월에는 대중가수들이 오페라에 도전하는《오페라스타》에 출연하여 경연을 펼쳤고(2주차에서 탈락), MBC 에브리원의 프로그램 《부엉이 시즌 2》에 출연해 가족을 공개하기도 했다. 그리고 2011년 5월부터 MBC FM4U 봄 개편으로 신설된 《Ghoststation (고스트스테이션)》의 DJ를 맡게 되었다. 7월에는 KBS 2TV의 오디션 프로그램 TOP 밴드에 합류해 1~2개월간 출연하며 S1과 번아웃하우스의 코치를 맡기도 했다. 같은 해 11월부터는 KBS 2TV의 토크쇼 프로그램 《이야기쇼 두드림》에 합류 및 출연하였으며, 2012년 4월에 하차했다.
2012년 2월에는 담낭염으로 병원에 입원해 수술을 받게 되었다. 5월에는 넥스트(N.EX.T)의 드러머 김단이 연락을 두절하고 잠적하는 사건이 발생했는데, 불화설, 경제적 곤란 등이 원인으로 제기 되었다가 나흘만에 경찰에 의해 발견된 김단이 페이스북을 통해서 '넥스트와는 이미 4월에 같이 못하겠다는 뜻을 전했고, 우울증이나 경제적 곤란은 사실이 아니며 지극히 개인적인 일 때문이었다'라고 심경을 밝혔다. 당시 넥스트에 대해서 '해체수순을 밟았다'는 소문과 '해체라 말하기 어렵다'는 신해철 측근의 엇갈린 언급이 나오기도 했다 이에 대해 당시 신해철은 정확한 공식입장은 나오지 않았다. 한편 6월에는 참여하고 있던 롤플레잉 게임 《아키에이지》 음악 작업에서 개인적인 사정으로 하차한다고 밝혔다. 7월에는 MBC 노조의 파업으로 일시 중단되었던 고스트스테이션 방송을 재개했으며, 같은 시기에 시나위의 신대철과 프로젝트 그룹을 결성해 앨범작업을 진행하고 있었다. 9월 1일에는 봉하마을에서 열린 '봉하음악회'에 참가해 신곡 〈Goodbye Mr.Trouble〉을 공개하고, 10월 12일에는 이 곡의 디지털 싱글을 발매했다. 〈Goodbye Mr.Trouble〉은 노무현 대통령 서거 3주기 추모음반 《탈상: 노무현을 위한 레퀴엠》의 수록곡이 되기도 했다. 그리고 10월 22일에는 MBC FM4U 가을 개편 날짜에 맞추어 10여 년간 존속해오던 라디오 프로그램 고스트스테이션 방송을 완전 종료했다.
2013년 5월 19일에는 서울광장에서 열린 노무현 대통령 서거 4주기 서울광장 추모문화제에 참가했고, 24일과 25일에는 여수엑스포의 엑스포 가요 페스타 공연에서 신대철과 함께 무대에 올랐다. KBS 1TV 프로그램으로, 국악을 사랑하는 청소년들이 영국 에든버러 프린지 페스티벌 무대를 첫 목표로 삼아 국악퓨전밴드를 꿈꾸며 성장해가는 이야기를 담은 《K소리 악동》에서 그는 피아니스트 임동창과 공동으로 진행을 맡게 되었고, 8월부터 첫 방송이 나가기 시작했다. 이보다 앞선 7월에는 MBC가 여러 가지 이유로 대학가요제를 폐지한다고 발표하게 되었고, 이에 1988년 대상을 받았던 무한궤도 출신 신해철은 9월 25일 대학가요제 출신들과 함께 10월 24일부터 26일까지 세종문화회관 대극장에서 개최되는 '대학가요제 Forever' 공연 제작발표회에 참석했다. 그 후 자신의 트위터에서 이번 공연에서 본인 공연의 내용은 “넥스트 7기 뉴 라인업+대학가요제 선후배 조인트 라이브”가 될 것이라고 밝히고, 3일간 오프닝 순서에서 공연을 하였다.

### 6년 만에 새 앨범 발표 (2014)
2014년 4월 16일, 신해철이 넥스트 6집 《666 Part 1》앨범 이후 6년 만에 컴백한다는 소식이 보도되었다. 또한 신해철의 소속사 측은 "신해철이 소속된 록밴드 넥스트가 2014년 상반기, 새 앨범으로 컴백할 예정"이라고도 밝혔다. 5월에는 넥스트의 원년 멤버인 기타리스트 정기송이 신해철의 신보 작업에 참여한다는 소식이 전해지기도 했다. 신보는 신해철의 여섯 번째 솔로앨범의 첫 번째 파트로서, 앨범명은 《Reboot Myself》였다. 이 앨범은 2014년 6월 26일에 발매되었다. 한편 신해철은 이보다 앞선 6월 17일, 신보의 첫 싱글인 〈A.D.D.a〉(아따)를 공개했다. 이 곡은 원맨 아카펠라 곡으로 1000개 이상의 녹음 트랙을 제작하고 보컬을 입힌 방식으로 제작한 곡이다. 6월 20일에는 공연 겸 파티를 열고 넥스트의 새 라인업 및 신곡을 공개하는 자리를 가졌다. 그리고 같은 달 28일에는 고양시에서 열리는 《고양 락 페스티벌》에 참가하는 것이 결정되었다. 7월 1일에는 라디오 프로그램 《두시탈출 컬투쇼》, 7월 4일에는 《김창렬의 올드스쿨》과 《배철수의 음악캠프》에 게스트로 출연하였고, 7월 5일에는 tvN의 예능 프로그램 《SNL 코리아 5》에 출연하여 코믹연기를 선보이기도 했다.

## 사망 및 사망 이후

### 장협착수술 후 사망에 이르기까지 11일간의 과정
2014년 10월 17일 신해철은 갑작스런 복통을 느껴 분당의 모 병원을 찾았다. 그러나 대기시간이 긴 탓에 서울특별시 송파구에 위치한 서울스카이병원으로 이동, 각종 검사 후 장협착에 관한 수술을 강세훈(서울스카이병원 원장)에게 받았다. 그리고 10월 19일 오후에 퇴원했다. 그런데 10월 20일 새벽, 미열과 함께 수술부위에 통증이 발생하여 수술을 하였던 해당 병원에 찾아갔다. 곧 퇴원했지만, 당일 오후 고열이 발생하여 또 다시 해당 병원을 방문했다. 해당 병원에서는 복막염은 아니라는 진단을 하였고 신해철은 퇴원했다. 그러나 10월 22일 새벽, 다시 복부와 흉부에 통증을 느껴 해당 병원에 재입원하였고, 당일 오후 1시 경 심정지가 발생해 병원에서 쓰러진 채 발견됐다. 이에 심폐소생술이 시행됐고, 해당 병원은 신해철을 서울아산병원으로 이송했다. 아산병원에 후송될 당시 신해철은 의식불명상태였고 동공반사 및 자발호흡이 없었다. 아산병원 의료진은 당일 오후 8시부터 3시간에 걸친 복강 내 장수술 및 심막수술을 하였으나 의식은 회복되지 않았고 혼수상태에 빠졌다. 의료진은 “향후 수일 내에 추가적인 손상 부위 확인 및 열어놓은 복강을 폐복 또는 부분 폐복을 위하여 추가 수술을 계획하고 있다. 향후 뇌손상 정도를 파악하고 최소화하기 위해 여러 과의 협진을 받아 노력하고 있으며 회복 정도는 장기간의 경과 관찰이 필요한 상태”라고 브리핑했다.
의식불명 6일째 되던 날인 2014년 10월 27일 오후 8시 19분, 향년 46세로 끝내 사망하였다. 사망 직후 아산병원이 발표한 직접 사인은 저산소 허혈성 뇌손상이었다. 이후 국립과학수사연구원은 1차 부검을 마친 뒤, "언론에서 최초 사인으로 알려져 있었던 허혈성 뇌괴사, 이런 표현은 복막염이나 심낭염에 의해서 병발된 것으로서, 법의학적 사인으로 표현하자면 복막염 및 심낭염 그리고 이에 합병된 패혈증으로 우선 판단을 하는 것이 합리적일 것으로 생각한다."라고 발표했다.

정확히 요약하자면 췌장에 구멍이 나고, 의사의 과실로 수술을 하자 여러 장기들이 녹아서 비누처럼 부글부글 떨린거다. 소장부근이 꼬여서 피가 나와 합병증까지 왔고, 일부장기를 제외한 대부분이 녹았다. 그고통으로 뇌손상까지 와서 병원을 간지 7시간만에 요절했다.  그의사가 매우 악랄한 이유는 멀쩡한 장기도 이상을 있다고 하여 수술을 진행했기 때문이다.

### 조문 및 각계의 애도
2014년 10월 28일 오전 아산병원 내 장례식장에 빈소가 마련됐다. 팬들을 위해 일반인 조문이 실시된 가운데 5일장 내내 1만 6000여 명의 조문객이 빈소를 찾았을 것으로 추산되었다. 수 많은 동료 연예인을 비롯하여, 각계 저명 인사들의 직접 조문 또는 SNS, 근조화환, 방송매체 등을 통한 애도가 줄을 이었다.

### 두 번의 장례식
2014년 10월 31일 오전 8시 영결식, 발인 등 장례절차가 시작됐다. 영결식에서 추도사는 서태지가 낭독하였다. 하지만, 화장을 앞두고 장례식에 참석한 신해철의 동료음악인들은 사망의 이유를 명확히 밝혀야 한다며 유족에게 부검을 요청했고, 유족은 이러한 요청을 받아들여 화장을 중단했다. 2014년 11월 3일, 국립과학수사연구원은 경찰의 의뢰를 받아 신해철의 시신을 부검하였다. 부검이 끝난 후 2014년 11월 5일, 장례식이 다시 치러져 신해철의 시신은 원지동 서울추모공원에서 화장되었고, 유해는 경기도 안성시에 위치한 유토피아추모관에 봉안되었다.

### 의료과실여부 논란

#### 수사
故 신해철의 사망과 관련하여 장협착 수술을 했던 S병원의 과실여부에 대한 논란이 일었고, 신해철의 소속사는 발인 하루 전날인 2014년 10월 30일 "유족측과 상의한 결과 해당 병원을 상대로 민, 형사상 책임을 묻기로 결정했다"라고 발표했다. 이어 신해철의 부인은 장협착수술을 하였던 해당 병원을 업무상 과실치사혐의로 경찰에 고소했다. 이 사건의 주요 쟁점은 현재까지 3가지로 압축된다. 첫째, 고인의 유족측에선, 환자가 동의한 적 없는 위축소수술을 해당 병원이 임의로 시행하였다고 주장하는 바 이의 사실여부이다. 둘째, 서울아산병원의 응급 수술 기록에는 신해철의 소장에서 1cm 크기의 천공이 발견됐고, 이를 통해 음식물 찌꺼기까지 흘러나와 복부에 염증이 발생했다고 기록된 것으로 알려졌다. 그리고 국립과학수사연구원의 1차 부검결과 심낭에도 의인성으로 추정되는 천공이 발견되었다. 따라서 이러한 천공들이 언제 어떻게 발생했는지가 쟁점이다. 셋째, 고인이 수술 후에 여러차례 통증을 호소하였는 바 수술 이후 병원 측의 조치가 적절했는지 여부도 쟁점이다. 2014년 11월 29일 국립과학수사연구원은 최종 부검 결과를 발표하였는데, 심낭과 소장에서 발견된 천공은 수술 과정에서 발생한 손상 때문이라고 하였다. 이후 경찰은 4개월여간의 수사 끝에, 수술을 집도한 S병원(서울스카이병원) 원장 강모 씨(강세훈)의 과실로 신해철이 사망했다고 판단, 강씨(강세훈)에게 업무상 과실치사 혐의를 적용한 뒤 불구속 입건했으며 기소 의견으로 검찰에 송치하였다.
2015년 5월 6일에는 부인 윤원희와 강씨(강세훈) 간의 첫 공방 및 대질신문이 벌어졌다. 이후 2015년 8월 24일, 검찰은 故 신해철의 사망원인을 의료과실로 사망한 것이라고 하며 해당 병원 원장 강씨(강세훈)를 불구속 기소조치했다.
한편 신해철을 사망하게한 강세훈은 이후 의료 과실로 2명을 더 사망하게 하여 총 6명을 사망시키고 2023년 1월 26일, 1심에서 금고 1년이 선고됐다. 

#### 민 · 형사 재판
2015년 5월 신해철의 유족은 해당 의사를 상대로 민사상 손해배상청구 소송을 제기하였다. 그리고 2015년 10월 이 사건에 대한 첫 형사재판이 열렸다.
2016년 11월 25일 서울중앙지법 1심에서 집도의 강씨에게 유죄(업무상과실치사 혐의 · 금고 10월에 집행유예 2년)가 선고 됐다. 재판부는 “강씨가 신해철의 복막염 증상을 미리 예견할 수 있었음에도 적절한 조치를 취하지 않아 사망에 이르게 한 점이 인정된다” 며 의사로 인해 고인이 사망하게 된 것이라 판단했다. 또 “의사직을 계속 유지할 수 있는 가벼운 형을 내리는 건 적절하지 않다고 판단, 금고형을 선고하기로 한다”며 피고인이 의사직을 유지 하면 안된다는 취지의 판결임을 밝혔다. 그러나 과실치사죄는 의료법 상 면허 취소 사유가 아니어서 피고인 강씨의 의사면허는 유지 될것이라는 견해도 있다. 한편 유가족은 "한 사람의 자식이고 아이들의 아버지이며 가수였던 사람이 사망한 사건이다. 적은 형량에 부당함을 느낀다"라며 항소의 뜻을 밝혔다.
2018년 1월 30일 서울고등법원 형사5부는 2심에서 징역1년을 선고하였다. 재판부는 "강씨가 집도한 복강경 수술의 경우 천공발생 여부를 인지할 확률이 낮아 당시 신씨에 대해 사후 추적관리의 필요성이 컸다. 그런데도 퇴원 요건을 충족하지 못한 신씨는 강씨의 지시에 따라 퇴원한 사실이 인정된다"고 설명했다. 또한 2심에서 주목할만한 점은 1심에서 무죄로 판결되었던 '업무상 비밀누설 및 의료법 위반'이 유죄로 인정받았다는 것이다. 재판부는 "환자가 사망했더라도 그의 의료 기록을 누설한 것은 의료법상 정보누설 금지 조항에 위배된다. 피고인은 유족들에게 사과하기 앞서 유족들의 동의도 받기 전에 피해자의 정보를 인터넷 사이트에 노출했다"고 지적했다. 이로써 강씨는 1월 30일 법정구속되었다.

## 일화
| “ | 안보 이슈는 대국민 겁주기용으로 사용된다. 로켓 발사 상황에 대한 북한의 입장이 적법하다고 생각한 국가도 많다. 정보가 차단되니 대중은 바보가 된다. 내 의도는 '북한이 인민군복을 입은 늑대'라는 반공 포스터 세대에서 벗어난 사람들, 북한을 동포로 생각하는 사람들도 있다는 표시였을뿐이다. 보수단체도 애국한다고 뛰고 있으니 나와 방법이 다를뿐 무시하지 않는다. 이런 글이 문제가 되지 않는 세상을 노무현 대통령때 살았다. 집과 차는 한단계 내려 못 살듯이 자유도 내려 못 산다. | ” |

| “ | 이 글 바로 전의 글을 팬클럽에 올린 후 직접 운전하는 차량을 끌고 강북강변을 질주하다 길이 휘어지는 가드레일을 정통으로 들이받았다. 음주운전은 아니었지만 완전히 넋이 나간 상태에서 운전을 했고, 분노를 억누르기 위해 진정제도 먹었고, 완전탈진 상태에서 졸음에 빠져든 것 같다. 사람이 죽을때가 되면 눈 앞에 파노라마처럼 살아온 인생이 지나간다는데 나도 그랬다. 그 짧은 순간 내 모든 삶의 모든 진행이 한꺼번에 보였다. 그리고 나는 차 안에서 누군가의 목소리를 분명히 들었다. 그 목소리는 '직진을 하면 넌 죽는다. 다른 사람들이 슬퍼 할지는 몰라도 너는 영원한 고독으로부터 해방되지. 그러나 왼쪽으로 핸들을 돌리면 넌 살아날 것이다. 그리고 네가 증오하고 경멸하는 자들과 계속 싸움을 계속하겠지. 그 선택은 항상 인간에게 있다'였다. 나는 항상 자살충동에 시달렸다. 어린 시절부터 내 가사의 상당히 많은 부분들은 죽음 혹은 자살에 대한 주제였다. 앞으로 쭉 뻗은 길, 직선으로 속도가 올라가며 입을 벌린 한강을 향해 굴러 떨어질 수 있을 가능성이 높은 길, 끝없는 윤회의 수레바퀴를 멈출 길. 그러나 나는 왼쪽으로 핸들을 잡아 돌렸다. 그 짧은 시간에 내 머리에 스친 것은 무엇이었을까. 얼마 전 딸을 낳은 내 아내? 내 딸? 나는 살아있다. 당연한 얘기지만 그렇게 당연하게 살아 남은 것은 아니다. 음악이었다. 재즈 음반을 완성하고 죽고 싶다. 11월에 시작되고 사상 최대 제작비가 투입되는 빅 밴드 오케스트라와의 협연, 나의 솔로 앨범. 내가 18년 동안 단 한번도 도전하지 않은 생경한 분야. 정말 음악이란 게 얼마나 설레고 즐거운 일인지. 어쨌든 나는 살아남았다. 그리고 살아남았기 때문에 음악을 한다. 음악을 해서 살아남은지도 모르겠다. 다만 팬들에게 말하고 싶다. 있을 때 잘 하라고. 나는 여러분의 곁에 영원히 있지 못할 것이기에... | ” |

## 별명

### 마왕
가장 널리 알려진 별명은 마왕이다. 언론 등에서 신해철을 소개할 때, 마치 신해철의 '호(號)'인 듯이, 이 별명이 신해철의 이름 앞에 먼저 불리는 경우가 많다. 예를 들어 '마왕 신해철씨를 모시겠습니다'라는 식으로 말이다.
이 별명의 유래에 대해서는 어둠의 세계를 컨셉으로 잡았던 고스트 스테이션의 DJ를 맡은 이후 청취자들로부터 마왕이라고 불리면서 해당 별명이 생겼다는 설이 널리 퍼져있고, 상당수의 매체에도 그렇게 소개되어 있으나, 고스트 스테이션의 DJ를 맡기 이전인 1998년 6월 25일, 동아일보 25면의 기사에 이미 마왕이라는 별명이 언급되어 있다. 해당 기사에는 '독특한 대중문화론과 뛰어난 무대 위의 카리스마로 마니아들 사이에서 마왕(魔王)으로 불리는 신해철은...'이라는 문장이 나온다. 참고로 신해철이 고스트 스테이션의 DJ를 맡은 것은 2001년부터이다. 다만 고스트 스테이션의 DJ를 맡고 난 이후, 해당 별명이 널리 사용되고, 널리 알려지게 된 것은 사실이다. 한편 신해철은 2005년 MBC 시트콤 《안녕, 프란체스카》에 안드레 대교주역으로 출연하였는데, 극중에서 검은 망토를 입은 모습이 마치 마왕을 연상시켰기에 해당 별명은 더욱 굳어지게 되었다.

### 교주
마왕으로 불리기 이전, 널리 불리던 별명은 교주였는데, 신해철은 2003년 한 방송에서 이 별명에 대해 아래와 같이 말하였다.
| “ | 10년 전쯤 공연 때 팬들을 통솔한 후 교주라는 별명이 붙은 것 같다. 그 때에는 공연장을 경찰이 와서 통제했고, 이는 공연을 즐기는 것을 매우 방해했다. 때문에 경찰에게 내가 알아서 통제할 테니 빠져달라고 부탁했다. 공연내내 팬들은 내가 노래부를 때에는 의자에서 일어났다가 곡이 끝나면 앉는 식으로 질서정연하게 반복했고, 이는 흡사 사이비 종교단체와 비슷했다. 그 후부터 교주로 불린다. | ” |

### 시장
1990년대 중반 MBC 라디오 <신해철의 음악도시> 진행을 맡았던 시절 그는 '시장'이라는 별명으로도 불렸다. 다만 이 별명은 신해철만을 한정하는 별명이 아닌 <음악도시>의 DJ 자리를 거쳐갔던 유희열, 이소라 등 다른 인물들에게도 붙여졌던 별명이었다.

## 사회 · 정치 참여
신해철은 사회에 대한 통찰과 비판이 묻어있는 가사도 많이 썼는데, 단지 노래 가사로만 그치지 않고 사회문제와 정치에 실제 행동으로 참여하는 '소셜테이너'로서도 활동하였다.

### 대통령 선거운동 참여
2002년 대선 당시에는 노무현 후보를 지지한다는 의사를 밝히며 선거유세에 참여하였다. TV 찬조 연설자로 나서기도 했는데, 문성근은 “대통령 선거 TV 지원연설에서 대본없이 20분간 할 말을 한 사람은 백기완과 신해철뿐”이라고 말한 바 있다. 당시 TV 찬조 연설 내용의 일부를 옮겨보면 다음과 같다. 신해철은 노무현 후보의 대통령 당선을 위해 진행하던 <고스트스테이션> 라디오 방송을 잠시 중단하고 선거유세에 참여했을 정도로 열정적인 모습을 보였다. 선거기간 동안 신해철은 노무현 후보의 공식 선거 홈페이지 'TVroh.com'에서 진행하는 라디오에 DJ로 참여하며 선거운동을 지속했다.
"노 후보가 가지고 있는 품성 가운데서 그의 우직함을 좋아한다. 너무나 똑똑한 사람들과 너무나 영악한 사람들이 가득 차 있는, 그래서 속물공화국이 되어버린 우리나라에 가장 긴급 수혈되어야 할 그런 부분이 바로 그 우직함이라고 생각한다. 노 후보도 3당 합당이나 자기가 더 편한 길을 갈 수 있었을 때 그 편한 길을 택하지 않았지만 많은 사람들이 주위에 남았고 그것이 지금의 노 후보를 만들었다고 생각한다. 노 후보가 없이 살아왔기 때문에 서민을 대변할 수 있다고 생각하는 분들이 있다. 하지만 '그가 없이 살았다' '초년때 고생했다' 그것이 중요한 것이 아니다. 그보다 더 중요한 것은 그가 옳게 살려고 노력했다는 것을 우리가 인정해야 한다는 것"

참여정부 시기는 신해철이 가장 시사/사회 관련 발언을 활발하게 했던 시기였으며, 이라크 전쟁 당시에는 노무현 정부의 파병 결정을 반대하며 1인 시위를 하기도 했으나 그가 노무현에 대한 지지를 철회한 것은 아니었으며 2004년에 일어난 노무현 대통령 탄핵 소추 사건 때는 16대 국회를 강하게 비판하며 탄핵 반대 집회에 참여하기도 했다. 노무현 탄핵 소추 사건 직후 발매된 넥스트의 5집 <개한민국> 은 본래의 계획과 달리 사회비판적인 노선으로 방향이 틀어졌다. 신해철은 참여정부 이후 2009년 노무현이 별세했을 때는 한동안 활동을 중단하고 칩거할 정도로 충격을 받았고, 이 후 3년여동안 여러 개인적 문제와 겹쳐 음악활동을 거의 중단하다시피 했다. 신해철은 2009년 6월 22일 열린 노무현 추모콘서트에 참가해 특유의 독설을 섞어가며 노무현을 추모했다.
누가 노무현을 죽었나요. 한나라당이요? 조선일보요? 저에요. 우리들입니다. 그래서 저는 가해자이기 때문에 문상도 못 갔고 조문도 못 갔고 담배 한 자락 올리지 못했고 쥐구멍에 숨고 싶은 생각밖에 없어요.(중략) 노무현의 죽음은 우리에게 민주주의를 되돌려줄 수 있는 중요한 전기를 제공해줄 수 있을지도 모르지만, 그런 것을 위해 죽기에는 너무나 아까운 목숨이었다고 생각해요. 그래서 여러분들께 이 노래를 드립니다. 저는 이 노래를 20년 간 불렀고, 그리고 노래 가사와 상관없이 이 노래를 아무데서나 불렀었고, 노무현이 탄핵을 당했을 때 광화문에서도 이 노래를 불렀고, 그리고 여기서 다시 한 번 이 노래를 부릅니다. 왜냐하면, 이 노래는, 사랑하는 사람을 잃은 비탄보다는, 앞으로 있을 희망을 늘 이야기한다고 생각하기 때문이죠.

이 후에도 신해철은 봉하콘서트, 노무현 4주기 콘서트 등 자신이 별세하기 전까지 노무현재단에서 주최하는 추모 행사에 꾸준히 참여했다.
2012년 대선에서는 민주통합당의 문재인 후보를 전격 지지하고, 자신의 데뷔곡 <그대에게> 를 선거 로고송으로 제공했다. 신해철은 이전까지 숱한 요청에도 자신의 곡을 특정 정치인의 로고송으로 제공하는 것을 거부해왔으나, 문재인이 후보로 당선된 이후 직접 문재인에게 연락해 새로운 버전으로 편곡한 <그대에게>의 음원파일을 직접 전달했다. 다만 10년 전 16대 대선 때와는 달리 건강 문제로 직접 선거운동이나 유세에는 참여하지 않았다. 이 후 문재인은 2014년 신해철의 사망 당시 직접 조문을 하고 그를 기리는 추모글을 올렸으며, 2017년 대통령 당선 이후에도 추모식에 대통령 명의의 조화를 보냈다.
신해철은 훗날 인터뷰에서 노무현을 성공한 대통령으로서보다는, 퇴임 이후에도 국민을 통합하는 역할을 하는 지도자로서의 역할을 믿고 지지했다고 밝혔다. 또한 추모공연에서 '노무현을 누가 죽였나, 내가 죽였다' 라고 말했던 배경에 대해서는 당시 노무현에게 성급한 결과를 기대하며 그를 뒤흔들었던 정치 세력에 대한 비난의 의미였다고도 답했다.

### MBC100분 토론출연
2000년대 중반 MBC 100분 토론에 여러차례 출연하여, 대마초 비범죄화 · 간통죄 폐지 · 체벌금지 등을 주장하였다. 또 100분 토론 300회, 400회 특집에서는 '최고의 비정치인 논객'으로 선정돼 참석하기도 했다. 이처럼 100분 토론에 출연하여 대마초 비범죄화, 간통죄 폐지 등을 주장한 것과 관련하여 신해철은 아래와 같은 얘기를 한 바 있다.
“현실적으로 바뀔 수도 없고, 질 수밖에 없는 문제에 왜 뛰어드냐고 주변에서 말합니다. 한국에서는 영악하게 지는 싸움을 피해가는 사람은 많습니다. 저는 지는 싸움도 때로는 해야 한다고 생각해요.”
- 경향신문과의 인터뷰 중에서 발췌

#### 간통죄위헌 주장 (간통 비범죄화 주장)
2005년 11월 3일 MBC 100분 토론에서는 간통죄 폐지 찬반을 주제로 토론이 벌어졌다. 이 방송에 신해철은 간통죄 폐지에 찬성하는 측의 패널로 출연하였다. 한편 그로부터 10년 뒤, 그리고 신해철이 사망한 후로부터는 4개월 뒤인 2015년 2월, 대한민국 헌법재판소는 대한민국 형법상의 간통죄 조항을 위헌이라고 결정하였다. 그리하여 신해철이 주장해왔던 간통죄 폐지는 신해철 사후에야 현실이 됐다. 아래는 100분 토론에서 신해철이 했던 발언 중 일부이다.
| “ | "부부간의 신뢰와 책임의 문제다. 간통에 대해 국가가 형법으로 개입해 쇠고랑을 채우는 것은 지나친 간섭이다." "부인이 남편에 대한 경제 의존도가 높기 때문에 가정을 지키기 위해 남편을 간통죄로 고소하며 끝까지 가는 경우가 적은 것이다. 간통죄가 여성들이 이혼소송일 때 지탱할 수 있는 마지막 줄이라 생각할지 모르지만 이는 노예근성일 수도 있다." "(간통을) 사회적 해악이라 보기 어렵다. 어떤 사람에게는 새로운 인생의 출발을 의미하기도 하고 해피엔딩으로 끝나는 경우도 있기 때문에 국가가 섣불리 시나리오를 쓰기가 곤란하다는 것이다. 예를 들어보겠다. A와 B라는 두 남녀가 있을 때 C라는 사람이 있어서 B와 C 사이에 간통이 벌어졌다. 그런데 카메라가 B와 C를 잡아서 영화를 만들때는 카피문구가 이렇게 나온다. '하늘도 거역하지 못한 사랑.' 관객들이 볼때는 남편인 A가 무관심으로 B를 대하면서 지금까지 이 사람을 학대해온 세월이 밉고 A가 밉다. 그러나 카메라 각도가 딱 돌아가서 A, B를 비추면 부부 사이에 끼어든 C는 악녀가 되고 만다. 이건 모든 사람의 관점의 차이다." | ” |

#### 체벌금지 법제화 추진 및 그 성과
2004년 '체벌 금지 법제화 추진 모임'이라는 인터넷 카페를 개설해 체벌금지운동을 전개하였다. 신해철은 카페에 아래와 같은 글을 남긴 바 있다.
훗날 제가 눈을 감을 때 내 인생에서 가장 중요한 일은 음악을 한 것이 아니라 바로 체벌을 금지시키기 위해 여러 사람들과 힘을 모은 것이라고 이야기하게 될 것을 확신한다. 단순히 체벌을 받는 학생들에 대한 동정의 차원이 아니라 체벌이라는 독버섯의 밑에 우리 시대의 거대한 부조리와 사회악의 상징들이 상상보다 커다란 규모로 또아리를 틀고 있음을 파악하고 알리며 싸워나가달라
2006년 체벌 금지를 주제로 토론을 펼친 MBC 100분 토론에 출연해 "폭력은 전염되면 점점 강해지고 그 효과는 약해진다. 폭력 이외의 대안을 먼저 모색해야 한다"라고 말했다. 그의 이러한 운동은 2010년 10월 경기도교육청이 '경기학생인권조례'를 공포하면서 일정 부분 성과를 거뒀다. 이후 광주광역시교육청(2011년 10월), 서울특별시교육청(2012년 1월), 전라북도교육청(2013년 7월)이 차례로 학생인권조례를 공포했다.

#### 사이버 모욕죄에 대한 입장
2008년 12월 19일 《100분 토론》 400회 특집에서 신해철은, "인터넷에서 일어나는 여러 가지 처참한 언어들의 폭력 현상들은 가장 근본적인 문제로 파고들어가서 '우리 국민들의 품성이 거칠어지고 어린 시절부터의 품성과 커뮤니케이션 교육에 문제가 있다'라는 점에서 출발해야지, 그것을 처벌하고 법을 만든다고 해서 크게 개선되어질 것 같지 않다"라고 하며 법의 실효성에 의문을 제기했다.

### 이라크전파병 반대 1인 시위
2003년에는 노무현 대통령의 이라크전 파병 결정을 반대하며 동료 연예인들과의 결의대회나 참여연대가 주관하는 1인 시위에 참가했다. 신해철은 청와대 앞에서 1인 시위에 나서며 아래와 같이 말하였다.
 “깡패가 칼질할때, 나는 칼을 안 쥐었다고 하더라도, 뒤에서 칼 갈아주고, 심부름해주고, 뒤처리해준다고 해서 나는 책임이 없고 도덕적으로 깨끗한가?”

  “설령 힘의 논리에 의해 참여할 수밖에 없는 상황이더라도, 지금 당장의 국익을 위해 부도덕한 전쟁을 지지하고 파병까지 한다면, 우리는 후손들에게 씻을 수 없는 도덕적 부담감을 남기는 죄악을 저지른다는 것을 생각해야 한다.”

### 공교육 소멸론 주장
신해철은 앨빈 토플러의 공교육 소멸론에 공감하고 이를 주장하였다. 그리고 홈스쿨링과 사교육이 공교육의 대안이 될 것이라며 자신의 자식들도 그런 방식으로 교육시킬 것이라고 하였다. 실제로 그는 그의 딸을 대안학교에 입학시켰으며, 싸이렌 음악원이라는 사교육업체를 운영하기도 했다. 공교육 소멸론에 관해서 그는 자신의 생각을 다음과 같이 밝혔다.
 "나는 공교육이 사멸되어야 한다고 본다. 그리고 의료민영화는 반대해도 교육은 민영화되어야 한다고 본다. 현재의 공교육은 수습될 수 없는 상태로 접어들었고. 수많은 정권들이 들어서서 입시 제도를 수도 없이 뜯어고치고, 엄청나게 많은 짓을 했는데도 그 누구도 성공한 사람이 없었다. 앞으로도 성공할 사람이 없을 거라고 본다. 물신주의 패러다임 아래서는 교육 문제는 해결 안된다. 내가 너무 감정적인 이야기를 하는 건지 모르겠지만 공교육은 지금까지 나쁜 짓을 너무 많이 했다.

(중략)
사교육을 비난하는 사람들 중 과연 몇이나 사교육에 대해서 연구하고 있는지 궁금하다. 사교육은 무조건 악인가. 권력이나 부의 세습을 강화하고 빈자들을 고립시키는 대표적인 악으로만 이야기될뿐이지 사교육의 미래에 대해서는 아무도 이야기하고 있지 않다. 공교육의 미래에 대해서는 다름 아닌 앨빈 토플러가 이야기했다. 21세기의 조직 가운데 제일 먼저 사라질 게 학교라고. 우리는 학교가 소멸하는 미래를 생각해봐야 한다. 특히 대한민국처럼 학교가 나쁜 짓을 많이 한 나라에서는 학교를 빨리빨리 없애야 한다.

홈스쿨링이 빈약한 대안으로서가 아니라, 대단히 강력한 교육수단으로 자리를 잡게 되는 경우도 생각해봐야 한다. 나는 사교육이 그런 진화 단계를 밟게 될 것이라고 본다. 사교육 시장이 동네 학원에서 거대 학원으로 진화하고, 온라인 툴을 갖추고, 공교육의 자리를 완전히 대체하고. 또 그 다음엔 같은 사교육 업자들끼리 경쟁을 통해서 가격을 밑으로 내리게 되고. 미래의 사교육은 저렴한 가격으로, 온라인을 통해 가난한 민중들에게도 얼마든지 공급될 수 있는 형태로 재편될 것이다. 그러기 위해서 공교육이 빨리 몰락해야 한다는 게 제 사고방식이니 (나를) 과격하다고 이야기한다."
2009년 2월 9일, 10일에는 조선일보·동아일보에 게재된 특목고 대비 입시학원의 전면광고에 출연하였다. 이에 대해 신해철의 그동안 사회정치활동이 진보 상업주의와 쇼맨십이 아니었냐는 비판이 제기되었다. 이에 대해 신해철은 2월 29일부터 자신의 홈페이지를 통해 이러한 비판 및 논란에 대한 자신의 입장을 밝혔다. 여기서 신해철은 이 사건을 "왜곡의 메카니즘"으로 칭하면서, 그동안 자신은 "공교육의 총체적 난국을 (…) 비판해 왔지만 (…) 사교육과는 거의 무관한 얘기였다"라고 밝히는 한편, "신해철은 평소 교육에 대해 ‘전반적으로’ 진보적인 자세를 취했으니 ‘마땅히’ 사교육에 강경히 적대적인 입장을 취했어야 한다"라는 일부 언론 보도를 비판하였다. 언론 보도에서 그는 "학원 광고 찍은 이유는 슬로건이 마음에 들었다"라고 밝혔다. 누리꾼들은 이러한 해명에 대해 비판하는 의견과 동조하는 의견으로 나뉘었다. 1년 후 연합뉴스와의 인터뷰에서 해당 논란과 관련하여 아래와 같이 말하였다.
| “ | - 입시 위주 교육을 비판하면서 학원 광고에 등장하고 학원을 운영하는 건 어폐가 있는데. ▲입시 위주 공교육을 비판했지, 지금껏 내 발언 중 사교육에 부정적인 시각은 없다. 학생때부터 내게 학교는 시간 낭비였다. 중고등학교때 수업을 제대로 들은 적이 없고 참고서로 공부했다. 인성적으로 감화되지 않는 선생들에게 고개 숙이는 위선도 짜증났다. 지식을 가르치는 전문가에게 '하드하게' 배우고 나머지 시간에는 내 생활을 갖고 싶었다. - 사교육 과열이 가져오는 문제점도 있지 않나. ▲사교육의 기능과 비용 문제를 구분 못한 것이다. 사교육이 악인 것은 가정경제를 압박하고 학생들에게 과도한 경쟁을 불러일으키기 때문이다. 사교육 문제를 지적하려면 비용 문제를 짚어야 한다. 학원이 영세업에서 벗어나 전국 체인화된 대기업이 되면 박리다매가 가능하다. 입시 학원 광고를 한 것도 그 학원이 대형 체인이었기 때문이다. 앨빈 토플러가 21세기 소멸할 첫 번째로 꼽은 게 학교였듯이 난 공교육이 없어질 것으로 생각한다. 학교는 대중을 통제하고 정권에 맞는 인간형을 만들려는 정치적인 목적이 있다. | ” |

### 영어교육 관련 MB정부 정책 비판
2008년 1월 30일 본인이 진행하는 인터넷방송에서 이명박 당선자와 인수위가 추진하는 영어 공교육 정책에 대해 “그런 식으로 할 거면 스스로 미국의 51번째 주가 되든지, 영국의 영연방에 들어가 스스로 식민지가 되든지 …… 이게 무슨 엿같은 소리냐?”라고 강도높은 비판을 했다.
한편 신해철은 자신의 딸을 영어를 가르치지 않는 유치원에 보내기 위해 서울에서 경기도 용인으로 이사하기까지도 하였다. 이와 관련하여 그는 아래와 같이 이야기하였다.
```
최근에 우리 가족이 용인으로 이사했는데, 영어를 가르치지 않는 유치원을 찾다보니 서울 밖으로 나갈 수밖에 없더라고요. 그냥 아이와 놀아만 주는 유치원이 없더라고요. 이사 가서 유치원을 옮겨준 후 딸에게 “새 유치원 어때?”하니까 “응, 아무 것도 안 해”하더라고요.

그때 아내와 하이파이브를 하면서 ‘그래, 됐다’ 싶었어요.

```

### 4대 중독물질 중 하나로 게임을 규정한 법률 비판
2013년 10월 30일, 트위터에서 게임을 4대 중독물질로 규정한 '중독관리법' 법률안에 대해 비판했다.
"애시당초 "게임셧다운제"에서 못막았으니 더 치고 들어올 밖에. 국민을 '통치'하고 '교화'할 '백성'으로 보는 문제보다는 그렇게라도 '좋아지면' 되는게 아니냐는 노예근성들이 문제. 비대한 공권력이 오만을 두르고 다음번에 침입하는건 너네집 안방이다."
"오만한 공권력이 함부로 개인의 삶과 가치를 규정하는데서 생기는 해악은 게임 중독과는 비교도 되지 않는 악 그 자체다."
"게임중독자들이 생겨나는 원인은 게임 밖의 세상이 거지 같기 때문일진데, 그들에게 마땅히 제시할 찬란한 비전이 없다면 모욕하고 통제하기 전에 비타민제나 싸게 공급해라. 웃긴건, 모욕은 가능하지만 결국 통제는 뻔히 불가능한데도 죽어도 그걸 모른다는게."

### 불합리한 한국 음악산업 구조 비판
2014년 4월, 록 그룹 시나위의 리더이자 기타리스트인 신대철이 언론과 SNS를 통해 왜곡된 음원유통 구조와 불합리한 한국 음악산업 전반에 대한 우려를 표명하면서, 이를 개선하기 위해 협동조합을 설립할 것이라고 밝혔으며, 7월에 '바른음원 협동조합'이 출범하게 되었다. 신해철은 이 행사에서 축사를 맡게 되었는데, 축사에서 "MP3가 생겨나고 이동통신업체가 음원 서비스를 맡는 등 창작 환경이 많이 바뀌어왔는데 그때마다 착취당하는 것은 항상 음악가들이었다"라고 강조했다.

### 동성동본 금혼 규정 비판
신해철이 생전 소속된 그룹 N.EX.T의 3집 앨범 《The Return of N.EX.T Part 2: World》의 타이틀곡인 〈힘겨워하는 연인들을 위하여〉는 1995년 발표된 N.EX.T의 곡인데, 이 곡은 그 당시 법으로 금지되었던 동성혼에 관한 노래이며 남녀간의 이루어질 수 없는 사랑을 동성동본 결혼 금지라는 주제에 빗대 표현해낸 노래이다. 해당 곡이 수록된 음반해설지에는 이 곡을 설명하면서 '중국은 이미 1908년에 폐지된 규정을 우리는 21세기를 눈앞에 두고도 억지를 부리고 있다'라는 글을 표시하였으며, 대한민국 대중음악에서 전혀 다뤄지지 않은 동성동본 혼인금지라는 새롭고 파격적인 주제를 노래로 하여금 제시해 한때 큰 화제와 사회적 반향을 불러일으켰다. 이 노래가 발표된 이후인 1997년에 헌법재판소는 동성동본 금혼에 대해서 위헌이란 판결을 내렸으며 2005년에는 국회에 의해 민법 개정이 이루어짐으로써 같은해 3월 31일에 폐지되었다.

## 출연 목록

### 라디오
| 시기                             | 방송사                | 프로그램명                                        | 출연 형태    | 비고                                            |
| -------------------------------- | --------------------- | ------------------------------------------------- | ------------ | ----------------------------------------------- |
| 1989년                           | MBC AM                | 《우리는 하이틴》                                 | 진행자       | 미스코리아 장윤정과 공동 진행                   |
| 1990년~1991년                    | MBC FM                | 《밤의 디스크쇼》                                 | 진행자       | -                                               |
| 1991년 3월 30일                  | MBC AM                | 별이 빛나는 밤에                                  | 게스트 출연  | 〈JAM 1991〉(별이 빛나는 밤에 JAM콘서트)        |
| 1991년 7월 28일                  | KBS 제2FM             | 여름방학특집 《가위바위보 - 여름방학 추억만들기》 | 게스트       | -                                               |
| 1991년 9월 30일                  | MBC FM                | 《FM은 내 친구》                                  | 게스트 출연  | 〈가을, 만남 그리고 MBC FM〉(개편특집 공개방송) |
| 1992년 2월 23일                  | KBS 제2FM             | 《임백천의 뮤직쇼》                               | 출연         | 일요공개방송 - 〈신해철의 미니콘서트〉          |
| 1994년 12월 2일                  | MBC AM                | 《94 마약퇴치콘서트 - 한번쯤도 안됩니다》         | 출연(넥스트) | MBC TV와 동시 생중계                            |
| 1996년 4월 2일~1997년 10월 1일   | MBC FM                | 《FM 음악도시》                                   | 진행자       | -                                               |
| 2001년 4월 1일~2003년 4월 7일    | SBS 파워FM            | 《고스트 스테이션》                               | 진행자       | -                                               |
| 2003년 10월 20일~2005년 4월 24일 | MBC FM4U              | 신해철의 고스트네이션                             | 진행자       | -                                               |
| 2004년 6월 10일                  | KBS 쿨FM              | 이본의 볼륨을 높여요                              | 출연(넥스트) | -                                               |
| 2004년 7월 16일                  | CBS FM                | 김어준의 저공비행                                 | 출연(넥스트) | -                                               |
| 2005년 4월 25일~2007년 9월 16일  | MBC 표준FM            | 신해철의 고스트네이션                             | 진행자       | ※이전 채널에서 이동                             |
| 2007년 2월 16일                  | MBC FM4U              | 배철수의 음악캠프                                 | 게스트       | 〈사람과 음악〉 코너                            |
| 2007년 2월 25일, 3월 4일         | SBS 러브FM            | 김C의 멋진 아침                                   | 게스트       | -                                               |
| 2007년 3월 11일                  | KBS 쿨FM              | 이금희의 가요산책                                 | 게스트       | -                                               |
| 2008년 3월 31일~10월 27일        | SBS 러브FM            | 신해철의 고스트스테이션                           | 진행자       | -                                               |
| 2011년 5월 9일~2012년 10월 22일  | MBC FM4U              | 신해철의 Ghost Station                            | 진행자       | -                                               |
| 2011년 7월 8일                   | MBC FM4U              | 배철수의 음악캠프                                 | 게스트       | 〈사람과 음악〉 코너                            |
| 2014년 7월 1일                   | SBS 파워FM            | 두시 탈출 컬투 쇼                                 | 게스트       | 특별초대석 코너〈신해철과 함께〉                |
| 2014년 7월 4일                   | MBC FM4U              | 배철수의 음악캠프                                 | 게스트       | 〈사람과 음악〉 코너                            |
| 2014년 7월 9일                   | CBS 표준FM            | 라디오 3.0 남궁연입니다                           | 게스트       | -                                               |
| 2014년 8월 11일~19일             | MBC FM4U              | 배철수의 음악캠프                                 | 임시 진행자  | 배철수의 여름 휴가로 임시 진행                  |
| 2014년 8월 22일                  | MBC FM4U              | FM 데이트                                         | 게스트       | -                                               |
| 2014년 9월 11일, 18일            | 창비라디오 (팟캐스트) | 진중권의 문화다방                                 | 출연         | 신해철 1부 (11일), 2부 (18일)                   |

### 영화
| 년도   | 제목                                | 출연                      |
| ------ | ----------------------------------- | ------------------------- |
| 1993년 | 바람부는 날이면 압구정동에 가야한다 | 카메오 출연               |
| 1996년 | 정글 스토리                         | 카메오 출연               |
| 2005년 | 거짓말 폭탄                         | 주연                      |
| 2006년 | 아치와 씨팍                         | '보자기 킹' 역 목소리     |
| 2006년 | 애니 프란체스카                     | '앙드레 대교주' 역 목소리 |
| 2012년 | 나의 PS 파트너                      | 카메오 출연               |

### 시트콤
- 2005년 MBC 《안녕, 프란체스카》시즌2 (안드레 대교주 역)

### TV
|  | ※텔레비전 시트콤, 예능 프로그램 속의 코너 형식 드라마, 음악 드라마 제외 |

| 시기                                   | 방송사       | 프로그램명                                  | 출연 형태                              | 비고                                                        |
| -------------------------------------- | ------------ | ------------------------------------------- | -------------------------------------- | ----------------------------------------------------------- |
| 1988년 12월 24일                       | MBC          | MBC 대학가요제                              | 무한궤도 출전                          | -                                                           |
| 1989년 10월 9일                        | MBC          | 토요일 토요일은 즐거워                      | 초대 가수(이정석,이규석,조갑경,원미연) |                                                             |
| 1990년 9월 1일                         | MBC          | 토요일 토요일은 즐거워                      | 초대 가수                              | 특집 가을로 가는 길                                         |
| 1990년 9월 23일                        | MBC          | 일요일 일요일 밤에                          | 게스트                                 | 스타 초대석                                                 |
| 1990년 10월 6일                        | MBC          | 토요일 토요일은 즐거워                      | 초대 가수                              | 특집 〈청산에 살으리라〉                                    |
| 1990년 10월 27일                       | MBC          | 토요일 토요일은 즐거워                      | 초대 가수                              | 특집 〈노래는 우리인생〉                                    |
| 1990년 10월 10일                       | MBC          | 쇼 네트워크                                 | 44회 1위 후보                          |                                                             |
| 1990년 10월 19일                       | MBC          | 쇼 네트워크                                 | 45회 1위 후보                          |                                                             |
| 1990년 10월 20일                       | MBC          | 토요일 토요일은 즐거워                      | 초대 가수                              |                                                             |
| 1990년 11월 2일                        | MBC          | 쇼 네트워크                                 | 마지막회 1위 후보                      |                                                             |
| 1990년 11월 24일                       | MBC          | 토요일 토요일은 즐거워                      | 초대 가수                              | 특집 별들의 행진                                            |
| 1990년 12월 1일                        | KBS2         | 쇼 토요특급                                 | 출연 (무한궤도)                        | 특집 〈한국보컬그룹 30년〉                                  |
| 1990년 12월 8일                        | MBC          | 토요일 토요일은 즐거워                      | 초대 가수                              | 특집 결산 한국가요 '90                                      |
| 1991년 1월 26일                        | MBC          | 토요일 토요일은 즐거워                      | 게스트                                 | 특집 10대 가수 가요홀                                       |
| 1991년 2월 14일                        | MBC          | 91 폭소천하장사대회                         | 초대 가수                              | -                                                           |
| 1991년 2월 16일                        | MBC          | 토요일 토요일은 즐거워                      | 게스트                                 | 설 특집 시사 마당 노래로 본 세상만사                        |
| 1991년 1월 19일                        | MBC          | 토요일 토요일은 즐거워                      | 초대 가수                              | 특집 특송 토피아                                            |
| 1991년 3월 2일                         | MBC          | 토요일 토요일은 즐거워                      | 초대 가수                              |                                                             |
| 1991년 3월 9일                         | MBC          | 토요일 토요일은 즐거워                      | 초대 가수                              | 특집 꿈의 대화                                              |
| 1991년 5월 11일                        | MBC          | 토요일 토요일은 즐거워                      | 초대 가수                              |                                                             |
| 1991년 6월 1일                         | MBC          | 토요일 토요일은 즐거워                      | 초대 가수                              | 특집 토토 뮤직 프라자                                       |
| 1991년 6월 8일                         | MBC          | 토요일 토요일은 즐거워                      | 초대 가수                              | 특집 GOOD EVENING 토토                                      |
| 1991년 7월 6일                         | MBC          | 토요일 토요일은 즐거워                      | 초대 가수(심신)                        |                                                             |
| 1991년 7월 13일                        | MBC          | 토요일 토요일은 즐거워                      | 게스트                                 |                                                             |
| 1991년 8월 1일                         |              | 여기 젊음이                                 | 게스트                                 | -                                                           |
| 1991년 8월 24일                        | MBC          | 토요일 토요일은 즐거워                      | 초대 가수(신승훈.심신)                 | 특집 91 젊음의 축제                                         |
| 1991년 9월 21일                        | MBC          | 토요일 토요일은 즐거워                      | 초대 가수(변우민.김정렬)               |                                                             |
| 1991년 10월 26일                       | MBC          | 토요일 토요일은 즐거워                      | 초대 가수                              |                                                             |
| 1991년 12월 7일                        | MBC          | 토요일 토요일은 즐거워                      | 초대 가수                              | 창사 30주년 특집쇼                                          |
| 1991년 12월 14일                       | MBC          | 토요일 토요일은 즐거워                      | 초대 가수                              |                                                             |
| 1991년 12월 21일                       | KBS2         | 토요대행진 - 특집 〈91 컴퓨터영상축제〉     | 게스트                                 | 〈컴퓨터 2000의 소리〉 코너                                 |
| 1992년 1월 1일                         | MBC          | 여기 젊음이                                 | 게스트                                 | 〈신년특집〉                                                |
| 1992년 2월 8일                         | MBC          | 토요일 토요일은 즐거워                      | 자료화면                               | 인기가수 선호도 대조                                        |
| 1994년 12월 2일                        | MBC          | 특집 94 마약퇴치콘서트-한번 쯤도 안됩니다   | 출연(넥스트)                           | MBC 표준 FM과 동시 생중계                                   |
| 1995년 5월 13일                        | SBS          | 청소년을 위한 드림콘서트                    | 출연(넥스트)                           | -                                                           |
| 1996년 3월 3일~1997년                  | Mnet         | 신해철의 사이버 뮤직 스페이스               | 진행자                                 | -                                                           |
| 1996년 7월 6일                         | KBS          | KBS 빅쇼                                    | 출연 (넥스트)                          | -                                                           |
| 1996년 8월 28일                        | KBS2         | 가족오락관                                  | 게스트                                 | -                                                           |
| 1996년 10월 6일                        | MBC          | 일요일 일요일 밤에                          | 게스트(윤상)                           | 일밤 스페                                                   |
| 1996년 10월 19일                       | MBC          | MBC 대학가요제                              | -                                      |                                                             |
| 1996년 12월 4일                        | SBS          | 이홍렬쇼                                    | 게스트 (노땐스)                        | 〈칵테일 토크〉코너                                         |
| 1996년 12월 14일                       | MBC          | 토요일 토요일은 즐거워                      | 게스트 출연                            | 〈산울림과 넥스트〉                                         |
| 1997년 3월 25일                        | KBS2         | TV데이트                                    | 출연(넥스트)                           | -                                                           |
| 1997년 10월 25일                       | MBC          | MBC 대학가요제                              | 출연(넥스트)                           | -                                                           |
| 1997년 11월 14일                       | MBC          | 정미홍이 만난 사람                          | 게스트 출연                            | -                                                           |
| 1997년 11월 19일                       | SBS          | 이홍렬 쇼                                   | 출연 (넥스트)                          | -                                                           |
| 1997년 11월 26일                       | MBC          | 아름다운 TV - 얼굴                          | 출연                                   | 〈스타 모놀로그〉코너                                       |
| 1998년 6월 3일                         | SBS          | 이승연의 세이 세이 세이                     | 출연                                   | 〈밀착토크 클로즈업〉코너                                   |
| 1999년 4월 7일                         | SBS          | 김혜수 플러스유                             | 게스트 출연                            | 〈롱테이크〉코너 (신은경과 공동 게스트)                     |
| 1999년 4월 27일                        | MBC          | 박상원의 아름다운 TV - 얼굴                 | 출연                                   | 〈스타 모놀로그〉코너                                       |
| 1999년 12월 6일                        | SBS          | 이홍렬쇼                                    | 게스트 출연                            | 〈참참참〉코너                                              |
| 1999년 12월 31일                       | SBS          | 특집 비전 2000, 쇼 2000                     | 출연                                   | -                                                           |
| 2000년 12월 16일                       | MBC          | 박상원의 아름다운 TV - 얼굴                 | 출연                                   | 〈이 남자가 사는 법〉코너                                   |
| 2000년 12월 27일                       | KMTV         | 생방송 뮤직큐                               | 출연 (비트겐슈타인)                    | -                                                           |
| 2001년 1월 6일                         | KBS2         | 이소라의 프로포즈                           | 출연                                   | -                                                           |
| 2001년 2월 2일                         | EBS          | 삼색토크, 여자                              | 출연                                   | -                                                           |
| 2001년 2월 14일                        | SBS          | 들국화 헌정 콘서트                          | 출연                                   | -                                                           |
| 2002년 9월 18일                        | KBS          | 스타평전 조용필                             | 출연                                   | -                                                           |
| 2003년 10월 4일                        | MBC          | MBC 대학가요제                              | 출연(넥스트)                           | -                                                           |
| 2003년 11월 3일~2004년                 | MTV 코리아   | 고스트TV                                    | 진행자                                 | -                                                           |
| 2004년 7월 2일                         | KBS2         | 윤도현의 러브레터                           | 출연(넥스트)                           | -                                                           |
| 2004년 8월 31일                        | KBS2         | 대한민국 1교시                              | 게스트                                 | 권영길 의원과 공동 게스트 (〈무궁화 꽃이 피었습니다〉 코너) |
| 2004년 8월 29일                        | KBS1         | KBS스포츠 2004 아테네 올림픽 결산 특집 다큐 | 나레이션                               | -                                                           |
| 2004년 9월 27일                        | MBC          | 전파견문록                                  | 출연(넥스트)                           | -                                                           |
| 2004년 11월 7일                        | KBS2         | 스타 골든벨                                 | 출연(넥스트)                           | -                                                           |
| 2004년 12월 5일                        | KBS1         | 콘서트 7080                                 | 출연(넥스트)                           | -                                                           |
| 2005년 3월 10일                        | MBC          | MBC 100분 토론                              | 출연 (논객)                            | 〈대마초 논란〉 편                                          |
| 2005년 4월 3일                         | KBS2         | 비타민 - 무병장수 위대한 밥상 〈위궤양〉 편 | 게스트                                 | -                                                           |
| 2005년 9월 12일 · 19일                 | SBS          | 야심만만                                    | 게스트                                 | 남궁연, 최윤영과 공동 게스트                                |
| 2005년 11월 2일                        | KBS1         | 낭독의 발견                                 | 출연                                   | (〈자유를 향한 무한궤도〉 편)                               |
| 2005년 11월 3일                        | MBC          | MBC 100분 토론                              | 출연 (논객)                            | 〈'간통죄 폐지'에 대한 논란〉 편                            |
| 2006년 4월 29일                        | KBS2         | 윤도현의 러브레터                           | 출연(넥스트)                           | -                                                           |
| 2006년 7월 6일                         | MBC          | MBC 100분 토론                              | 출연 (논객)                            | 〈체벌, 폭력인가 애정인가〉 편                              |
| 2006년 9월 7일                         | MBC          | MBC 100분 토론                              | 출연 (논객)                            | 〈300회 특집 - TV토론을 토론한다〉 편                       |
| 2006년 9월 16일                        | KBS2         | 비타민 - 제로 위대한 밥상 〈뇌졸중〉 편     | 출연 (넥스트)                          | -                                                           |
| 2006년 9월 19일                        | KBS2         | 상상 플러스 - 세대공감 OLD & NEW            | 게스트                                 | 싸이와 공동 게스트                                          |
| 2006년 9월 29일                        | MBC          | 유재석 김원희의 놀러와                      | 게스트                                 | 윤도현, 박정아와 공동 게스트                                |
| 2006년 11월 22일~2007년 9월 26일       | 채널블루     | 신해철의 대국민 고충처리반                  | 진행자                                 | -                                                           |
| 2006년 12월 21일                       | MBC          | MBC 100분 토론                              | 출연 (논객)                            | 〈위기의 가요계 해법은 없는가?〉 편                         |
| 2007년 2월 21일                        | MBC          | 무릎팍도사                                  | 게스트                                 | -                                                           |
| 2007년 2월 24일                        | KBS2         | 윤도현의 러브레터                           | 출연                                   | -                                                           |
| 2007년 3월 5일                         | SBS          | 야심만만                                    | 게스트                                 | 김C, 김흥국, 하하, 김태훈과 공동 게스트                     |
| 2007년 3월 11일                        | MBC          | 말달리자                                    | 게스트                                 | -                                                           |
| 2007년 3월 11일                        | KBS2         | 비타민 - 밥이 보약 위대한 밥상 〈고혈압〉편 | 게스트                                 | -                                                           |
| 2007년 3월 18일                        | KBS2         | 미녀들의 수다                               | 게스트                                 | -                                                           |
| 2007년 3월 19일                        | MBC          | 개그야 - 사모님                             | 특별 게스트                            | -                                                           |
| 2007년 4월 27일~2008년                 | YTN스타      | 신해철의 100초 토론 ()                      | 진행자                                 | -                                                           |
| 2007년 7월 22일                        | KBS2         | 해피선데이 - 불후의 명곡                    | 출연(넥스트)                           | 이정과 공동 출연                                            |
| 2007년 7월 28일                        | SBS          | 놀라운 대회 스타킹                          | 게스트                                 | -                                                           |
| 2007년 7월 28일~11월 3일               | MBC          | 쇼바이벌                                    | 출연 (특별심사위원)                    | -                                                           |
| 2007년 12월 6일                        | KBS2         | 해피투게더 시즌 3 - 그건 너                 | 게스트                                 | 크라운 제이, 김창렬과 공동 게스트                           |
| 2008년 4월 19일~11월                   | 코미디TV     | 데미지 ()                                   | 진행자                                 | -                                                           |
| 2008년 6월 28일                        | KBS2         | 연예가중계                                  | 출연                                   | 〈게릴라 데이트〉 코너                                      |
| 2008년 7월 12일 · 19일                 | MBC          | 명랑히어로                                  | 게스트                                 | -                                                           |
| 2008년 7월 14일~9월                    | MBC every1   | 인간실험극장                                | 진행자                                 | -                                                           |
| 2008년 7월 17일                        | tvN          | 현장토크쇼 택시                             | 게스트                                 | -                                                           |
| 2008년 7월 30일~9월 30일               | E채널        | 안티 VS 스타                                | 진행자                                 | -                                                           |
| 2008년 9월 22일~2008년 12월 8일        | tvN          | 이색뉴스쇼 SMASH                            | 진행자                                 | 김태훈 · 김진표와 공동 진행                                 |
| 2008년 11월 8일                        | KBS2         | 윤도현의 러브레터                           | 출연(넥스트)                           | -                                                           |
| 2008년 12월 12일~2009년 1월 9일        | MBC 에브리원 | 신해철의 스페셜 에디션                      | 진행자                                 | -                                                           |
| 2008년 12월 19일                       | MBC          | MBC 100분 토론                              | 출연 (논객)                            | 〈400회 특집 - 2008 대한민국을 말한다〉편                   |
| 2009년 1월 10일                        | KBS2         | 스타 골든벨                                 | 출연(넥스트)                           | -                                                           |
| 2009년 1월 10일                        | KBS2         | 신동엽 신봉선의 샴페인 ()                   | 게스트                                 | 〈단짝특집〉                                                |
| 2009년 2월 2일                         | MBC          | 유재석 김원희의 놀러와                      | 게스트                                 | 김태원, 김종서, 김C와 공동 게스트                           |
| 2009년 2월 10일                        | KBS2         | 1 대 100                                    | 출연                                   | (퀴즈 도전자)                                               |
| 2010년 2월 27일 · 3월 6일              | QTV          | 더 모먼트 오브 트루스 코리아 시즌 2 ()      | 출연                                   | -                                                           |
| 2010년 6월 7일                         | Mnet         | 엠넷 라디오                                 | 게스트                                 | 김세황(당시 N.EX.T의 멤버), 라우드니스와 공동 게스트        |
| 2010년 12월 10일 · 17일                | Mnet         | 비틀즈 코드 시즌 1 ()                       | 게스트                                 | 레인보우, 김세황(당시 N.EX.T 멤버)과 공동 게스트            |
| 2011년 3월 22일~8월 30일               | MBC 에브리원 | 부엉이 시즌 2                               | 신해철 가족이 고정 패널로 출연         |                                                             |
| 2011년 3월 26일~4월 9일                | tvN          | 2011 오페라 스타                            | 경연자 출연                            | ※본 경연은 2회부터 시작함.                                  |
| 2011년 4월 1일                         | MBC          | MBC 100분 토론                              | 출연 (논객)                            | 〈오디션 프로그램 열풍 어떻게 볼 것인가〉편                 |
| 2011년 7월 5일                         | Mnet         | 윤도현의 MUST                               | 출연(넥스트)                           | -                                                           |
| 2011년 7월 8일                         | MBC          | MBC 다큐스페셜                              | 출연                                   | 〈나는 록의 전설이다〉편                                    |
| 2011년 7월 30일~9월 17일               | KBS2         | TOP밴드 시즌 1                              | 출연                                   | (코치)                                                      |
| 2011년 8월 25일                        | KBS1         | 이한철의 올댓뮤직                           | 출연(넥스트)                           | -                                                           |
| 2011년 8월 28일                        | KBS2         | 퀴즈쇼 사총사                               | 출연                                   | 이지애 · 김도균 · 남궁연과 공동 출연(퀴즈 도전자로 출연)    |
| 2011년 10월 18일                       | KBS2         | 김승우의 승승장구 ()                        | 게스트                                 | -                                                           |
| 2011년 11월 12일~2012년 4월 28일       | KBS2         | 이야기쇼 두드림                             | 진행자                                 | (김용만 · 송승환 · 황석영 ・ 이장호와 공동 진행)            |
| 2011년 11월 24일~12월 1일              | KBS2         | 생방송 세계는 지금                          | 진행자                                 | 〈신해철의 지구 뉴스〉 코너                                 |
| 2011년 11월 29일                       | SBSE!        | 시간여행 메모리                             | 진행자                                 | 안선영과 공동 진행                                          |
| 2011년 12월 4일                        | KBS2         | 다큐멘터리 3일                              | 나레이션                               | 〈시간을 달리는 마을 - 도심 속의 섬 부산 매축지 마을〉      |
| 2011년 12월 21일                       | SBS          | 좋은 아침 ()                                | 출연                                   | 〈닭살 최강 신해철 윤원희 부부〉편                          |
| 2011년 12월 23일                       | KBS1         | TV 미술관                                   | 출연                                   | -                                                           |
| 2012년 1월 8일                         | KBS2         | 다큐멘터리 3일                              | 나레이션                               | 〈달콤한 공장 - 파나마 섬의 이상한 설탕공장〉               |
| 2012년 2 · 3월, 2013년 2월, 2013년 5월 | SBS          | 스타부부쇼 자기야 ()                        | 게스트                                 | 신해철 · 윤원희 부부 공동 게스트                            |
| 2012년 7월 8일                         | KBS2         | 다큐멘터리 3일                              | 나레이션                               | 〈여수, 그 축제의 바다 - 엑스포에서 생긴 일〉               |
| 2013년 8월 25일~11월 3일               | KBS1         | K소리 악동                                  | 진행자                                 | 임동창과 공동 진행                                          |
| 2013년 12월 20일 · 27일                | MBC          | 우리집 막둥이                               | 신해철 가족이 고정 패널로 출연         | -                                                           |
| 2014년 7월 5일                         | tvN          | SNL 코리아 시즌 5 ()                        | 호스트                                 | -                                                           |
| 2014년 7월 21일                        | JTBC         | 비정상회담                                  | 게스트                                 | -                                                           |
| 2014년 9월 3일                         | MBC          | 황금어장 라디오스타 ()                      | 게스트                                 | 노유민, 윤민수와 공동 게스트                                |
| 2014년 11월 2일                        | JTBC         | 속사정 쌀롱                                 | MC                                     | (윤종신 · 진중권 · 장동민 · 강남과 공동 진행)               |

|  | (이후부터는 자료화면을 통한 영상출연만 해당되는 경우) |

| 시기             | 방송사 | 프로그램명                  | 비고                                                           |
| ---------------- | ------ | --------------------------- | -------------------------------------------------------------- |
| 2014년 10월 28일 | Mnet   | 굿바이 미스터 마왕          | -                                                              |
| 2014년 10월 28일 | KBS2   | KBS 8 아침뉴스타임          | 연예수첩                                                       |
| 2014년 11월 1일  | KBS2   | 연예가중계                  | 추모특집                                                       |
| 2014년 11월 3일  | MBC    | MBC 다큐스페셜              | 〈마왕이라 불리운 사나이〉                                     |
| 2014년 11월 8일  | KBS2   | 연예가중계                  | 연예가 핫클릭                                                  |
| 2014년 11월 13일 | KBS2   | 굿모닝 대한민국             | 스타 인생을 말하다 - 원미연 (중간 삽입)                        |
| 2014년 11월 22일 | KBS2   | 추적 60분                   | 마왕 신해철의 죽음 네가지 미스터리                             |
| 2014년 11월 25일 | MBC    | PD수첩                      | 나에게 의료사고가 생긴다면?                                    |
| 2014년 11월 29일 | SBS    | 그것이 알고 싶다            | 故신해철 사망 미스터리 - 수술실에서 무슨 일이 있었는가?        |
| 2014년 12월 26일 | KBS2   | KBS 가요대축제              | 넥스트 유나이티드, EXO, 비스트, 인피니트 출연                  |
| 2014년 12월 31일 | MBC    | MBC 가요대제전              | 넥스트 유나이티드, 신성우 출연                                 |
| 2014년 12월 28일 | KBS2   | 생활의 발견                 | 스타 인생을 말하다 - 원미연                                    |
| 2014년 12월 28일 | MBC    | 해피타임                    | 〈스타열전〉                                                   |
| 2014년 12월 30일 | SBS    | SBS 가요대전                | 넥스트 유나이티드 출연                                         |
| 2015년 5월 5일   | MBC    | 휴먼다큐 사랑               | 〈단 하나의 약속〉                                             |
| 2015년 8월 21일  | KBS2   | 2015 인천 펜타포트 페스티벌 | 넥스트 유나이티드, 홍경민, 김바다 출연 (공연 중 자료화면 삽입) |
| 2015년 8월 28일  | KBS2   | 시간을 달리는 TV            | 〈다시 보고싶은 그리운 얼굴〉                                  |
| 2015년 10월 24일 | KBS2   | 불후의 명곡 전설을 노래하다 | 〈1주기 특집〉(중간중간 삽입)                                  |
| 2015년 11월 30일 | KBS2   | 2TV 아침                    | 〈다시보는 명곡〉                                              |
| 2016년 4월 8일   | KBS2   | 여유만만                    | 〈다시 보고싶은 스타 베스트10〉                                |
| 2016년 10월 7일  | KBS2   | 여유만만                    | 〈스타 도플갱어 특집〉                                         |
| 2020년 3월 24일  | KBS2   | 무한리필 샐러드             | 〈임백천의 뮤직살롱〉                                          |

### 광고(TV·라디오)
- 금강제화 랜드로바 (1989년)
- 삼화 타이거 (1990년)
- 빙그레 꽃게랑 (1992년)
- SK하이닉스 컴보이 (1992년)
- 롯데리아 텐더그릴치킨버거 (2007년)
- 빙그레 투게더 (2007년)
- 바이엘코리아 바이엘 아스피린 (2007년)
- SK텔레콤 생각대로T 패러디 (2008년)
- CS교육미디어 하이스트 전속모델 (2009년)

### 뮤지컬
- 《마리아 마리아》 (2008년) - 바리새인 역으로 출연[131][132]

## 수상
- 1988년 MBC 대학가요제 대상
- 1990년 MBC 10대 가수상
- 1990년 KBS 가요대상 올해의 가수상
- 1990년 MBC 여러분의 인기가요 1위
- 1990년 제1회 서울가요대상 신인상
- 1990년 제5회 골든디스크 본상
- 1991년 라인CC주최 백조상
- 1991년 대한민국 영상음반 대상 최고인기가수상
- 1991년 KBS가요대상 올해의 가수상
- 1995년 제9회 한국 노랫말 대상 환경노랫말상
- 2006년 MBC 연기대상 라디오DJ부문 특별상
- 2015년 제4회 가온 차트 K-POP 어워드 K-POP 공헌상 (이현섭이 대리 수상)
- 2025년 골든디스크 시상식 골든 오너러블 초이스상

## 저서 · 관련 도서
- 《사랑의 날개는 너에게》 (도서출판 푸른숲)
- 《신해철》 (삼호출판사)
- 《인물과 사상 - 2003년 2월호》 (인물과 사상 편집부 著, 인물과 사상)
- 《신해철의 쾌변독설》 (지승호 著, 부엔리브로)
- 《청춘을 달리다》 (배순탁 著, 북라이프)
- 《김태훈의 편견》 (김태훈 著, 예담)
- 《신해철 다시 읽기》 (음악취향Y 엮음, 한울)

## 기타
- KBS 스포츠 타이틀 로고음악 제작
- N.EX.T 5.5집 《ReGame?》 수록곡(재편곡된 버전)인 〈인형의 기사〉 뮤직비디오 감독
- 게임 '길티기어 이그젝스 샤프리로드' 주제곡 제작·작곡 및 편곡, 테스타먼트 목소리 출연
- EBS 《다큐프라임》 - 〈행복의 조건, 복지국가를 가다 - 1부. 노동〉편 나레이션[133]
- 2002년 한일 월드컵 당시 대한민국 국가대표 축구팀 응원가(현재까지 사용중)인 〈Into The Arena〉 제작 및 편곡, <붉은 악마- 스페셜 앨범 꿈은 이루어진다>의 타이틀 곡으로 선정됨

## 같이 보기
- 무한궤도
- N.EX.T
- 그대에게
- NODANCE (노땐스)
- 비트겐슈타인
- FM 음악도시
- 신해철의 고스트 스테이션
- 신해철의 음반 목록
- 서태지
- 윤도현
- 싸이
- 류재발
- 안경은
- 황순규
- 전람회

### 내용주
1. ↑  좀 더 자세한 설명은 #일화를 참조
2. ↑  테크노 음악으로만 구성된 앨범도 두장 발표했었다. 《Crom's Techno Works》, 윤상과 노땐스라는 프로젝트그룹을 결성하여 발표했던 《골든힛트》가 그것이다.
3. ↑  2007년에 재즈음악으로만 구성된 솔로앨범 《The Songs For the One》을 발표하기도 했다.
4. ↑  신해철은 재즈 외에도 몇몇 흑인음악 장르를 시도하였는데, 2014년 7월 모 언론사와의 인터뷰에서 6년만에 발표한 앨범《Reboot Myself》에 록음악보다 펑키한 복고적인 R&B에 접근한 곡들이 많다는 기자의 질문에 "펑키한 R&B는 내가 원래 좋아하는 스타일이다."라고 답한 바 있다. 또한 같은 인터뷰에서 "영혼이 소용돌이 칠 시기에 막대한 시간을 투자한 음악이 평생 간다. 내 속을 들여다보면 90%의 공간을 딥 퍼플과 디스코가 차지하고 있고, 다른 음악들이 나머지 공간에 쟁여져 있지 않을까?" 라며 디스코에 대한 애정을 드러내기도 하였다.(2014.07.09, 텐아시아와의 인터뷰).
5. ↑  국악기를 이용한 곡을 다수 발표하였으며, K-SORI 악동이라는 국악 관련 프로그램에 코치로 고정출연하기도 하였다
6. ↑  가령 넥스트 4집 《Lazenca: A Space Rock Opera)》는 대규모 오케스트라와 록 음악의 접목을 시도한 앨범으로 주목받았는데, 해당앨범에는 구스타브 홀스트의 '행성' 교향곡 시리즈 중 한곡을 리메이크하여 런던심포니와 협연한 곡이 실려있기도 하다.
7. ↑  신해철은 2014년 모 언론사와의 인터뷰에서 "DJ는 내가 음악만큼 좋아한 일이다. 실제로 고등학교 때 인생을 그릴 때 제1의 꿈이 음악, 그 다음이 프로듀서, 엔지니어, 그리고 DJ였다."라고 말한 바 있다. (2014.07.09, 텐아시아와의 인터뷰)
8. ↑  
신해철 유고집 《마왕 신해철》에는 신해철의 어머니를 전업주부로 소개하고 있다. 한편 많은 기사에서는 신해철의 어머니 역시 신해철의 아버지와 마찬가지로 약사출신이라고 소개하고 있고, 소속사 대표도 "신해철 어머니가 약사셨다."고 밝힌 바 있다. 이를 종합해 볼 때 약사출신의 전업주부이었던 것으로 추정된다.
9. ↑  당시 본선 3차에는 24팀이 올라갔고, 라디오로 중계됐다. 참고로 TV로 생중계된 결선에는 12팀이 올라갔다.
10. ↑  1988년 강변가요제 본선에 오른 사람들 중에는 훗날 가수가 된 이상은(출전곡명: '담다디'), 이상우(출전곡명: '슬픈 그림 같은 사랑') 등이 있었다.
11. ↑  다만 조형곤은 무한궤도의 1대 베이시스트가 아니다. 1대 베이시스트는 양두현이었는데 양두현은 대학가요제 출전을 결정하기 전에 이미 탈퇴하였고, 조형곤이 2대 베이시스트로 들어온 이후 대학가요제 출전을 결정하게 되었다
12. ↑  그룹명이 〈무(0)한(1)궤도(orbit-5b와 발음이 비슷)〉에서 따왔다는 설이 있었으나 2008년 장호일의 인터뷰에서 "그것은 아니고 015b 결성 당시 UB40 등 세계적으로 유명했던 그룹이름에 숫자와 영어 알파벳의 조합이 많아서 벤치마킹한 것"이라고 밝힌 바 있다.
13. ↑  기타리스트 정기송이 탈퇴하였고, 드러머 이동규가 건강상의 문제 때문에 베이스로 포지션을 바꾸었으며, 언더그라운드에서는 소문난 실력파 드러머 이수용과 기타리스트 임창수가 자리를 매꾸었다.
14. ↑  특히 2집 앨범작업 막바지에 합류한 것으로 알려졌던 기타리스트 임창수가 음악적 견해 차이를 이유로 2집 발매 두 달도 지나지 않아 팀을 떠났다. 대신 그룹 다운타운 출신의 김세황이 기타리스트로 영입되었다. 그리고 1995년 3월에는 신해철의 솔로 투어때 베이스를 맡았던 김영석이 영입되었다.
15. ↑  당시 발매한 앨범의 대표적인 곡으로는 〈일상으로의 초대〉가 있다.
16. ↑  본인 이름과 게임 캐릭터 이름을 합친 'Hatchery'라는 별명으로 참여한 바 있다.
17. ↑  이것은 일본에서 반응이 좋아 한국버전 음원이 담긴 앨범이 일본 내에 한하여 따로 발매되었다.
18. ↑  고스트 스테이션의 오프닝 송에는 'We are the children of darkness'라는 가사가 나온다.
19. ↑  실제 고스트네이션의 마지막 방송일은 9월 16일이었으며, 9월 17일에는 하이라이트와 비슷한 형식으로 보너스 방송을 했다.
20. ↑  단, 1회만 출연했으며 해당 방송분 녹화는 10월 9일에 했다. 이 방송분을 끝으로 그의 생전 마지막 방송이 되었다.

### 참조주
1. 1 2  신해철-서태지, 알고보니 외가 6촌형제
2. ↑  “넥스트 4집 부클릿에 기재되어 있음”. 2012년 10월 4일에 원본 문서에서 보존된 문서. 2012년 1월 5일에 확인함.
3. ↑  스타뉴스 2015.11.23. 中 남궁연 인터뷰 참조
4. ↑  뉴스엔 2014.10.23. 中 소속사 대표 인터뷰 참조
5. ↑  20주년 맞은 <전영혁의 음악세계> DJ 전영혁 - 씨네21
6. 1 2  신해철, "'그대에게'는 멜로디언으로 만든 노래"
7. ↑  경향신문 (1989년 10월 16일). “대마초 가수 등 또 4명구속”. 경향신문.
8. ↑  동아일보 (1989년 10월 28일). “대마초피운 가수 구속적부심 석방”. 동아일보.
9. ↑  한겨레 (1993년 1월 30일). “방위복무중 대마초흡연 가수 신해철씨 또 구속”. 한겨레.
10. ↑  “2008.08. izm, 신해철 인터뷰(인터뷰어 임진모)”. 2016년 9월 15일에 원본 문서에서 보존된 문서. 2016년 9월 14일에 확인함.
11. ↑  http://entertain.naver.com/read?oid=241&aid=0002485698%5B깨진+링크(과거+내용+찾기)%5D 일간스포츠, 2015-10-25, 고(故) 신해철, '살고 싶어했던 마왕의' 마지막 인터뷰
12. ↑  연합뉴스 (2002년 9월 29일). “가수 신해철씨, 일본서 결혼”. 연합뉴스.
13. ↑  한국일보 (2002년 12월 20일). “대선 끝났으니 다시 연예인으로”. 한국일보.
14. ↑  뉴스팀 (2013년 6월 5일). “가수 이덕진과 록 밴드 제라를 만나다”. 세계일보.
15. ↑  스타뉴스 (2006년 9월 14일). “신해철, 결혼 4년만에 아빠됐다”. 스타뉴스.
16. ↑  스타뉴스 (2008년 7월 16일). “신해철, 데뷔 20주년 기념공연·득남‥'겹경사'”. 스타뉴스.
17. ↑  김성희 (2012년 4월 29일). “'두드림' 송승환·신해철 "6개월간 좋은시간" 하차소감”. 스타뉴스.
18. ↑  노컷뉴스 (2012년 2월 11일). “신해철, 5시간에 걸쳐 담낭염 수술 받아”. 노컷뉴스.
19. ↑  TV리포트 (2012년 5월 3일). “넥스트 드러머 김단, 연락 끊고 돌연 잠적”. TV리포트.
20. ↑  한민경 (2012년 5월 9일). “‘실종 해프닝’ 김단 심경고백 “우울증 아냐, 개인적인 사정””. 동아닷컴.
21. ↑  김고금평 (2012년 5월 7일). “신해철의 ‘넥스트’ 해체 수순 밟는다”. 문화일보.
22. ↑  이현우 (2012년 5월 7일). “넥스트 해체? “이미 녹음 끝낸 앨범 있다””. 매일경제.
23. ↑  스타뉴스 (2012년 6월 25일). “'아키에이지' 게임음악서 신해철 하차”. 한경닷컴.
24. ↑  박영웅 (2012년 7월 3일). “신해철·신대철, 프로젝트 그룹 결성..록★ 뭉쳤다”. 매일경제.
25. ↑  김용호 (2012년 10월 12일). “신해철, 3년 만에 신곡 'Goodbye Mr.Trouble'”. 스포츠월드.
26. ↑  김성휘, 박광범 (2013년 5월 19일). “신해철·이승환도 참석 "노무현, 돌직구 원조"”. 머니투데이.
27. ↑  연합뉴스 (2012년 5월 26일). “여수엑스포, 신해철,신대철 공연”. 연합뉴스.
28. ↑  헤럴드생생뉴스 (2013년 7월 2일). “대학가요제 폐지, 36년 만에 역사 속으로”. 코리아헤럴드.
29. ↑  이지현 (2013년 9월 25일). “신해철 대학가요제 폐지, 좌시하지 않겠다”. 스타뉴스.
30. ↑  오세훈 (2014년 4월 16일). “신해철 측 "올해 안에 재미있는 자작곡으로 컴백"”. 스포츠서울.
31. ↑  박정선 (2014년 4월 16일). “신해철 측 “넥스트로 상반기 앨범 발매, 구성원 추후 발표””. MBN.
32. ↑  이은정 (2014년 5월 14일). “신해철, 6년 만에 컴백..6월 정규 앨범 발표”. 연합뉴스.
33. ↑  김지연 (2014년 5월 15일). “신해철, 6월 컴백 위해 비지땀 "타이틀곡만 나오면.."”. enews24. 2020년 11월 12일에 원본 문서에서 보존된 문서. 2020년 11월 12일에 확인함.
34. ↑  한인구 (2014년 6월 26일). “신해철 정규 6집, 노련해진 '마왕'의 실험들”. 엑스포츠뉴스.
35. ↑  박다영 (2014년 6월 26일). “‘마왕’ 신해철, 7년만의 귀환…오늘(26일) 정오 신곡 발매”. MBN스타.
36. ↑  권석정 (2014년 6월 17일). “신해철 신곡 ‘아따’는 원맨 아카펠라”. 아시아10.
37. ↑  김예나 (2014년 6월 17일). “신해철 ‘A.D.D.a’, 철없는 마왕의 정체불명 실험”. TV리포트.
38. ↑  강수진 (2014년 6월 17일). “신해철, ‘이 노래를 혼자 만든 게 맞아?’ 파격과 실험의 결과물”. 스포츠경향.
39. ↑  김예나 (2014년 5월 30일). “신해철, 정규 6집 6월 23일 발매확정…19금 파티 개최”. TV리포트.
40. ↑  최현정 (2014년 5월 30일). “신해철, 팬들 위한 화끈한 19금 파티 개최 ‘컴백 신고식’”. 파이낸셜뉴스.
41. ↑  권석정 (2014년 6월 23일). “‘돌아온 마왕’ 신해철에게 궁금한 것 “그냥 안부 전합니다 잘 살고 있어요””. 텐아시아. 2014년 7월 14일에 원본 문서에서 보존된 문서. 2014년 6월 26일에 확인함.
42. ↑  이윤미 (2014년 6월 28일). “신해철, 고양 락&페스티벌 2014 헤드라이너로 “한국 밴드가 주인이 되는””. 헤럴드경제.
43. ↑  조연경 (2014년 7월 1일). “마왕의 귀환, 신해철 '컬투쇼'로 6년만에 컴백”. 뉴스엔.
44. ↑  홍의석 (2014년 7월 4일). “"마왕이 떴다"..'올드스쿨', 신해철 카리스마 인증샷”. TV리포트.
45. ↑  김승현 (2014년 7월 5일). “배철수 "신해철, 음악인으로 돌아와 고맙다"”. 엑스포츠뉴스.
46. ↑  여창용 (2014년 7월 5일). “‘마왕’ 신해철, ‘SNL코리아’ 좀비 보스로 변신”. 파이낸셜뉴스.
47. ↑  홍의석 (2014년 7월 4일). “"이용진과 한 컷"…신해철, 'SNL' 대기실 인증샷”. TV리포트.
48. 1 2  영원히 잠든 신해철…애통했던 15일 기록
49. ↑  국과수 "故 신해철 천공, 의인성 손상 가능성"
50. ↑  故신해철 지인들 눈물 속에 발인식 마치고 추모공원으로…조문객 16,000명 다녀가
51. ↑  ‘마왕’ 신해철 사망에 정치계도 애도물결 “영원히 기억할것”
52. ↑  신해철 사망 원인 저산소 허혈성 뇌손상 “가족 지켜보는 가운데..” | 뉴스엔, 2014년 10월 27일
53. ↑  신해철 패혈증, 상태 악화의 원인이? | 라이브엔, 2014년 10월 27일
54. ↑  신해철 발인...서태지, 추도사 낭독하며 울먹
55. ↑  故신해철, 한 줌의 재로..아내·모친 끝내 오열
56. ↑  고 신해철, 문제의 위 수술 장면 입수…사진 확인해보니
57. ↑  "故 신해철, 심낭 천공도 장협착 수술 뒤 생겨"
58. ↑  신해철 화장절차 중단…"부검해 사인 밝힌다"
59. ↑  경찰, 고 신해철 장협착 수술 병원 압수수색
60. ↑  故 신해철씨 3일 오전 부검…경찰 부검뒤 관계자 소환
61. ↑  https://entertain.v.daum.net/v/20141130000108405
62. ↑  뉴스1, 2015-03-03, 경찰 "故 신해철 사망 명백한 의료과실, 병원장 검찰 송치"
63. ↑  신해철 유족, 수술 의사 상대로 23억 손해배상 소송[깨진 링크(과거 내용 찾기)]
64. ↑  “故 신해철 집도의 집행유예...유족 측 “항소하겠다””.
65. ↑  “故신해철 집도의 실형 모면, 의사직은 ‘불가’”.
66. ↑  “법원, 고 신해철 집도의 유죄 선고…의사 면허는 유지”.
67. ↑  “신해철 집도의 K원장, 집행유예 2년…유가족 "부당하다. 항소할 것"”.
68. ↑  “'고 신해철 집도의' 항소심서 징역 1년·법정구속”. 노컷뉴스. 2018년 1월 30일.
69. ↑  “故신해철 집도의 2심서 징역 1년 실형..1심 파기”. 한국일보. 2018. 1. 30.
70. ↑  “고 신해철 집도의 징역 1년..법정구속”. 뉴시스. 2018. 1. 30.
71. ↑  '비정상회담' 신해철 "어릴 적 꿈은 신부" 고백
72. ↑  '6촌지간' 신해철-서태지, 커피 마시며 담소 '눈길'
73. ↑  서태지, '독설가' 신해철 천진난만함으로 넉다운
74. ↑  이지숙 (2014년 12월 27일). “[포토엔] 넥스트 콘서트 무대에 오른 故 신해철 사촌동생”. 뉴스엔.
75. ↑  신해철 독립운동가 할아버지 사진 공개 보관됨 2013-12-03 - 웨이백 머신 2009-04-27 동아일보
76. ↑  <<스타 타임라인>> 신해철, 6년 공백 그후…리부팅 중
77. ↑  SBS 뉴스, 신해철 "북한 로켓 발사 성공 경축" 발언 논란
78. ↑  “신해철 북한 로켓발사 축하 논란”. 스포츠조선. 2009년 4월 7일.[깨진 링크]
79. ↑  김남일 (2010년 1월 29일). “북한 로켓발사 축하 글 가수 신해철 무혐의 처분”. 한겨레신문. 2010년 1월 30일에 확인함.
80. 1 2  신해철 "공교육 비판했을 뿐..난 사교육업자"
81. ↑  “신해철 “차라리 깨끗한 은퇴가 낫겠단 생각 든다””. 헤럴드POP. 2006년 11월 2일.
82. ↑  스타뉴스 (2006년 11월 2일). “신해철 "자살충동..그러나 난 살아남았다"”. 스타뉴스.
83. ↑  “3色(색)의 자유인, 음반시장 점령 태세”. 동아일보. 1998년 6월 25일.
84. ↑  “신해철 별세, 그가 '마왕·교주'라 불린 이유”. 머니투데이. 2014년 10월 28일.
85. ↑  대한민국은 왜 신해철에 열광했을까
86. ↑  문재인, 노무현ㆍ신해철이 그리웠나
87. ↑  '마왕' 신해철, 그는 언제부터 독설가가 됐나
88. ↑  경항신문, 2010-02-15, <경향과의 만남> 사회적인 문제 소신 발언 가수 신해철
89. ↑  경향신문, 2005-11-02, 신해철 ‘간통죄폐지’ 100분토론
90. ↑  뉴스엔, 2015-2-26, 신해철 사후 4개월, 간통죄 폐지는 현실이 됐다
91. ↑  서울경제신문, 2014-10-28, "국회를 유해장소로…" 신해철의 통쾌한 어록들
92. ↑  조이뉴스24, 2005-11-04, '내가 하면 로맨스, 남이 하면 불륜?' 간통죄 100분 토론 논란
93. ↑  스타뉴스, 2005-11-04, '100분토론' 신해철, 발언만큼 의상도 화제
94. ↑  “故 신해철 과거 체벌금지 운동 "눈 감을 때 음악보다..."”. 머니투데이. 2014년 10월 28일.
95. ↑  “신해철, '100분 토론'서 체벌 금지 주장”. 연합뉴스. 2006년 7월 5일.
96. ↑  故 신해철 과거 체벌금지 운동 "눈 감을 때 음악보다..."
97. ↑  JTBC 뉴스, "가수이자 논객…고 신해철, 팬들 마음 속 영생할 것"
98. ↑  아이뉴스24 (2003년 3월 25일). “신해철 등 대중가수, 25일 반전-파병반대 결의대회”. 아이뉴스24.
99. ↑  연합뉴스 (2003년 3월 21일). “방은진. 신해철씨, 이라크전 파병반대시위”. 연합뉴스.
100. ↑  "칼 안쥐었다고 공범 아닌가?" - 가수 신해철, 청와대 앞서 반전ㆍ파병반대 1인시위
101. ↑  "의료민영화 반대해도 교육민영화는 찬성 나쁜 짓 많이 한 공교육은 사멸돼야 한다"
102. ↑  김도영 (2009년 2월 9일). “신해철의 ‘이율배반’”. PD저널.
103. ↑  “신해철 홈페이지 내에 최근의 광고 논란에 대한 글을 게재한 게시판”. 2015년 9월 24일에 원본 문서에서 보존된 문서. 2009년 2월 28일에 확인함.
104. ↑  “신해철 광고 사건 1편 글”. 2016년 1월 12일에 원본 문서에서 보존된 문서. 2009년 2월 28일에 확인함.
105. ↑  “신해철 광고 사건 2편 글”. 2015년 9월 24일에 원본 문서에서 보존된 문서. 2009년 2월 28일에 확인함.
106. ↑  양승준 (2009년 3월 1일). “신해철 "학원 광고 찍은 이유? 슬로건이 마음에 들어서" 해명”. 이데일리 SPN. 2009년 3월 2일에 원본 문서에서 보존된 문서. 2009년 3월 1일에 확인함.
107. ↑  양승준 (2009년 3월 1일). “네티즌, 신해철 해명에 '이해한다' vs '억지스러워' 대립각”. 이데일리 SPN. 2009년 3월 2일에 원본 문서에서 보존된 문서. 2009년 3월 1일에 확인함.
108. ↑  김지연 (2008년 2월 4일). “신해철 "영어 공교육? 차라리 美 51번째 주가 돼라"”. 머니투데이.[깨진 링크]
109. ↑  최세나 (2008년 2월 5일). “신해철 "차라리 美의 51번째 주가 되라", 논란 뜨거워”. 스포츠조선.
110. ↑  방송 클립 일부분 다시 듣기 (1/2)
111. ↑  방송 클립 일부분 다시 듣기 (2/2)
112. ↑  가수 신해철, 음악원장 된 마왕…'스파르타 교육' 정체는
113. ↑  “신해철 on Twitter”. 《Twitter》. 2016년 11월 26일에 확인함.
114. ↑  “신해철 on Twitter”. 《Twitter》. 2016년 11월 26일에 확인함.
115. ↑  “신해철 on Twitter”. 《Twitter》. 2016년 11월 26일에 확인함.
116. ↑  한준호 (2014년 7월 14일). “신해철·가리온 참석 속에 ‘바른음원 협동조합’, 정식 출범”. 스포츠월드.
117. ↑  박세연 (2014년 7월 16일). “축사하는 가수 신해철”. 뉴스1.
118. ↑  송초롱 (2014년 7월 14일). “바른음원 협동조합, 16일 정식 출범…신해철·MC 메타 등 참석”. MBN스타.
119. ↑  “마리아 마리아，마치 주님 만나는것 같아요”… 소냐·김보강 등 제작진 기자회견
120. ↑  업그레이드된 뮤지컬 '마리아 마리아'…"종교색보다는 작품성으로"
121. ↑  이태수 (2013년 1월 14일). “신해철.나문희.홍은희가 안내하는 복지국가”. 연합뉴스.